# Bourail
Bourail (prononcé [buʁaj] ; en ajië : Bu Rhaï) est une commune française de Nouvelle-Calédonie sur la côte ouest de la Grande Terre, au nord de la Province Sud, côté ouest, à environ 160 km au nord-ouest de Nouméa, sur la RT1, au nord de La Foa, Farino, Moindou et Sarraméa, au sud de Poya, Pouembout, Koné et Voh.
Bourail est une vaste commune à l'intersection de trois vallées. Entre mer et montagne, c'est un pôle agricole important, héritage de la colonisation pénitentiaire du XIXe siècle. Bourail est aussi un centre économique et culturel dynamique de la région, qui a conduit à l'installation de nombreux établissements scolaires, écoles, collèges et surtout lycées techniques.
La commune est aussi une destination touristique à part entière, avec notamment ses plages de sable blanc : Poé, la Roche Percée et la Baie des Tortues.
Lors du week-end de la semaine du 15 août a lieu un événement majeur en Nouvelle-Calédonie : la foire agricole et artisanale sur l'hippodrome de Téné.
Bourail a développé son potentiel touristique en créant un complexe hôtelier (Sheraton Deva) avec un golf à Gouaro Deva dans le respect de l’environnement, en préservant la forêt sèche et le lagon.
Ses habitants sont appelés les Bouraillais.
La commune fait partie de l'aire coutumière Ajië-Aro.

## Géographie

### Localisation

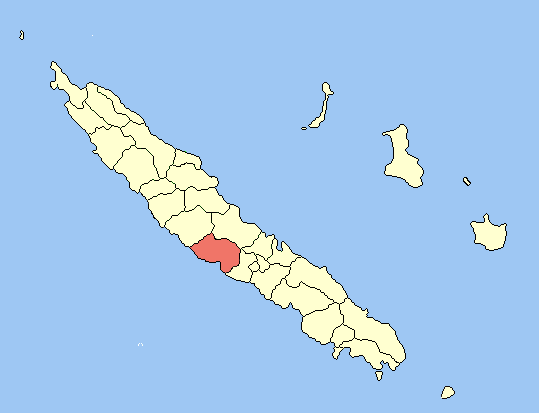
Commune de Bourail en rouge

C'est une commune rurale de la Grande Terre (Brousse). La commune se situe à la fois dans les montagnes et au bord de la mer, à 164 km de Nouméa. Les plages sont touristiques mais restent sauvages, elles sont un lieu prisé par les surfeurs. La ville, située au confluent de plusieurs rivières, est le carrefour de nombreuses vallées : Boghen, Bacouya, Nessadiou, Néra, Téné, La Pouéo…
Le territoire de la commune comporte divers paysages naturels :
- des paysages miniers ;
- des paysages de vallées et de plaines alluvionnaires faisant de Bourail la capitale rurale de la Nouvelle-Calédonie ;
- des paysages de mangroves ;
- un littoral composé de plages de sable blanc et de plages plus anciennes ;
- des paysages marins incluant récifs et passes.

Avec une densité de six habitants au kilomètre carré, Bourail propose un compromis entre ruralité et urbanisation, entre tradition et modernité.

### Communes limitrophes
La commune est limitrophe avec quatre communes qui sont les suivantes :
| Poya        | Houaïlou    | Kouaoua |
| Lagon Ouest | Bourail     | Moindou |
| Lagon Ouest | Lagon Ouest | Moindou |

### Géologie et relief
Depuis le tout début du peuplement humain de l’archipel calédonien, la position géographique de la région de Bourail, située au centre de la côte ouest de la Grande Terre et comportant un bord de mer caractérisé par un lagon étroit accessible par deux passes de grande taille, a favorisé les installations humaines. Il n’est ainsi pas étonnant qu’un des sites archéologiques les plus anciens de la Nouvelle-Calédonie se trouve sur la plage de la baie de Nessadiou, occupée il y a déjà trois-mille ans par des navigateurs Lapita. Les fouilles menées sur ce site depuis les années 1970 ont mis au jour une riche collection de poteries décorées dé motifs géométriques pointillés, caractéristiques de cette tradition. Au cours des premières générations de peuplement, ces groupes Lapita ont multiplié le nombre de leurs implantations, en créant en particulier de nouveaux hameaux le long des grandes plages à l’avant des collines de Gouaro Deva.
Jusqu’à récemment, la majorité des connaissances sur le passé précolonial de la commune se limitait en grande partie à cette période Lapita et aux sites liés directement aux traditions kanakes des derniers siècles avant l’arrivée des Européens, étudiés en particulier dans la région du Mé Ori par Daniel Frimigacci. Pourtant, toute une série de découvertes ponctuelles depuis les premiers travaux de Gustave Glaumont dans les années 1870, indiquait depuis longtemps une riche diversité de traditions culturelles développées dans le centre de la Grande Terre au cours des trois derniers millénaires. La complexité de cette histoire ancienne de Bourail a été clairement mise en lumière au cours des dernières années, grâce à différentes études archéologiques menées sur les zones de Poé et de Gouaro Deva. Les fouilles préventives extensives ouvertes sur une zone de la dune de Poé, ont ainsi mis au jour une succession d’installations caractérisant principalement des campements de pêcheurs, occupés entre environ 850 ans av. J.-C. et le Ier millénaire apr. J.-C. Les vestiges culturels principaux découverts lors de ces fouilles ont été les restes de poteries, montrant une évolution des formes et des décors au cours du temps. Les fouilles ont également permis d’étudier un nombre important de sépultures réparties tout au long de la dune, soulignant une grande diversité des modes funéraires anciens, avec en particulier une tradition d’enterrement en fosses, avec placement de la dépouille en position assise.
Alors que les études d’archéologie préventive sur Poé ont montré la pérennisation d’installations au même endroit durant près de deux millénaires, les fouilles extensives importantes ouvertes plus récemment sur la zone de dunes du site voisin de Gouaro Deva, ont révélé au contraire combien les populations avaient été tributaires de l’avancée naturelle du bord de mer, qui a progressé à cet endroit de près de 300 m en 3 000 ans. Les datations et l’étude du matériel archéologique ont révélé que les emplacements des campements ont changé au cours du temps, en étant implantés toujours à l’arrière de la plage. Ce processus a créé un témoignage archéologique horizontal de la progression de la dune, un cas unique à ce jour pour l’archipel.

### Climat
| Mois                                            | jan.         | fév.         | mars          | avril         | mai         | juin          | jui.          | août         | sep.          | oct.          | nov.          | déc.          | année    |
| ----------------------------------------------- | ------------ | ------------ | ------------- | ------------- | ----------- | ------------- | ------------- | ------------ | ------------- | ------------- | ------------- | ------------- | -------- |
| Température minimale moyenne (°C)               | 20,7         | 21,5         | 21            | 18,9          | 16,4        | 14,9          | 13            | 13           | 13,5          | 15,3          | 17,4          | 19,5          | 17,1     |
| Température moyenne (°C)                        | 26,2         | 26,6         | 25,9          | 24,2          | 21,9        | 20,4          | 18,9          | 19,1         | 20,4          | 22,1          | 23,6          | 25,4          | 22,9     |
| Température maximale moyenne (°C)               | 31,7         | 31,8         | 30,8          | 29,6          | 27,5        | 25,8          | 24,8          | 25,2         | 27,3          | 29            | 29,9          | 31,2          | 28,7     |
| Record de froid (°C) date du record             | 12,5 13.1987 | 12,4 15.1987 | 12,1 28.1987  | 9,9 12.1965   | 5,2 23.1965 | 2,3 17.1965   | 3,8 09.1965   | 2,5 28.1979  | 4,5 05.1979   | 4 09.1965     | 8,2 04.1962   | 9,1 07.1963   | 2,3 1965 |
| Record de chaleur (°C) date du record           | 37,9 20.2001 | 38 17.1980   | 36,4 18.2001  | 35,8 06.1999  | 34 18.2001  | 33 01.1983    | 30,9 29.1998  | 31,5 31.1992 | 34,2 15.1972  | 35,3 11.1998  | 37,1 20.1996  | 36,9 28.1993  | 38 1980  |
| Record de vent (km/h) date du record            | 16 22.1999   | 36 20.1999   | 20 24.1998    | 15 16.1998    | 12 22.1999  | 12 11.2001    | 16 28.2001    | 18 16.2001   | 16 15.1997    | 19 02.2001    | 15 03.1998    | 14 05.1999    | 36 1999  |
| Précipitations (mm)                             | 175,3        | 179,7        | 205,3         | 104,3         | 80,7        | 90,4          | 64,9          | 64,4         | 36            | 46            | 76,5          | 117,1         | 1 240,6  |
| Record de pluie en 24 h (mm) date du record     | 585 23.1990  | 257 25.1951  | 211,2 31.1955 | 144,4 07.1992 | 108 20.1986 | 223,7 30.1951 | 172,2 28.1967 | 87,8 25.1961 | 130,2 08.1967 | 162,6 31.2000 | 149,5 28.1967 | 187,3 27.1955 | 585 1990 |
| Nombre de jours avec précipitations             | 11,1         | 12,5         | 12,9          | 9             | 7,5         | 8,7           | 7,2           | 7            | 4,4           | 4,3           | 7,7           | 9             | 101,3    |
| dont nombre de jours avec précipitations ≥ 5 mm | 6,3          | 7,5          | 7,7           | 4,5           | 3,7         | 3,9           | 3             | 2,8          | 1,6           | 1,8           | 3,7           | 5,3           | 51,8     |

| Diagramme climatique                                  |               |             |               |              |              |            |            |            |          |              |               |
| J                                                     | F             | M           | A             | M            | J            | J          | A          | S          | O        | N            | D             |
| 31,720,7175,3                                         | 31,821,5179,7 | 30,821205,3 | 29,618,9104,3 | 27,516,480,7 | 25,814,990,4 | 24,81364,9 | 25,21364,4 | 27,313,536 | 2915,346 | 29,917,476,5 | 31,219,5117,1 |
| Moyennes : • Temp. maxi et mini °C • Précipitation mm |               |             |               |              |              |            |            |            |          |              |               |

Le record de la température la plus basse enregistrée en Nouvelle-Calédonie est de 2,3 °C à Bourail le 17 juin 1965

### Voies de communication et transports
Bourail est desservie par la route territoriale 1 et la route territoriale 3.

## Urbanisme

### Morphologie urbaine

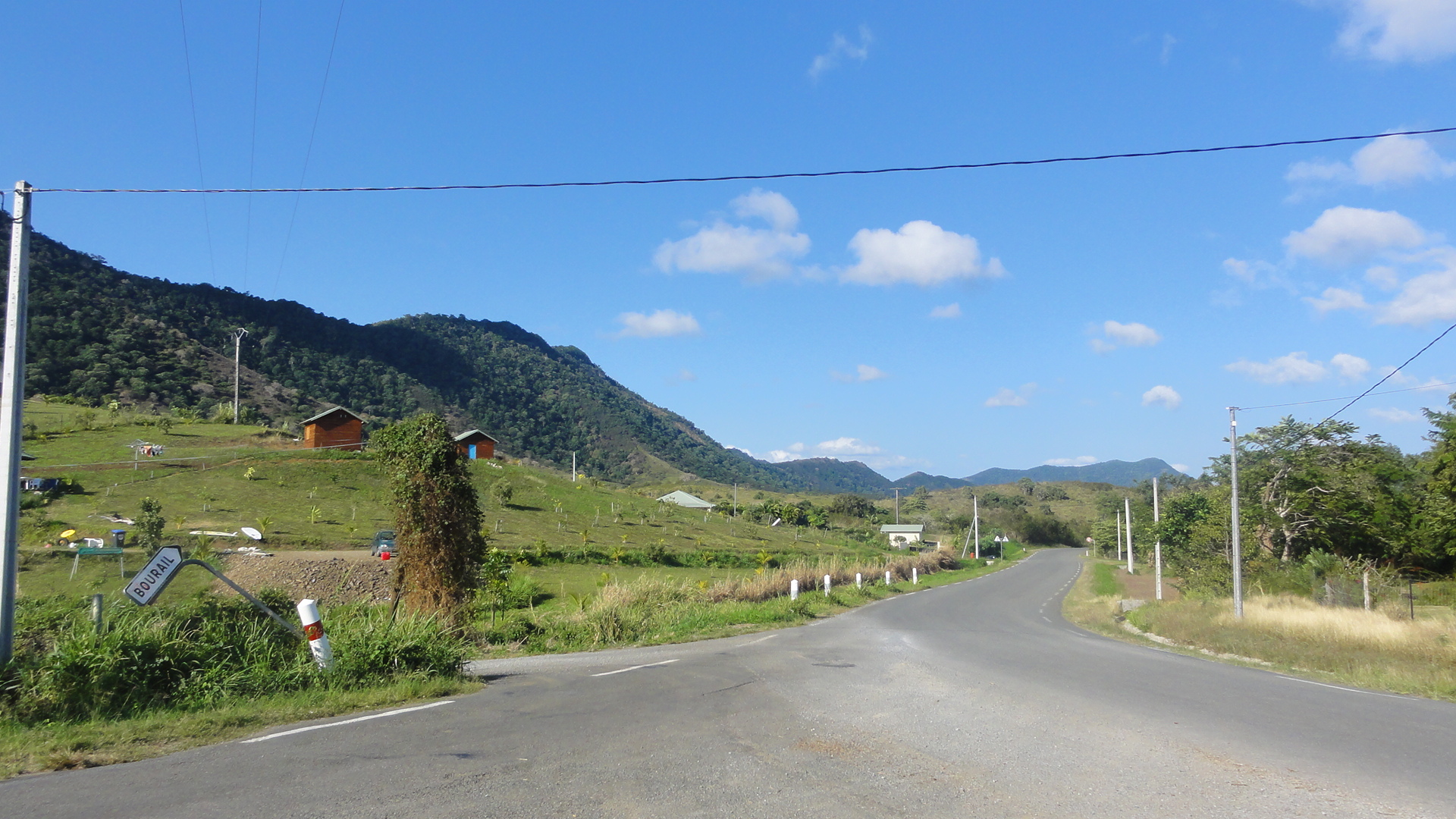
Quartier de Gouaro

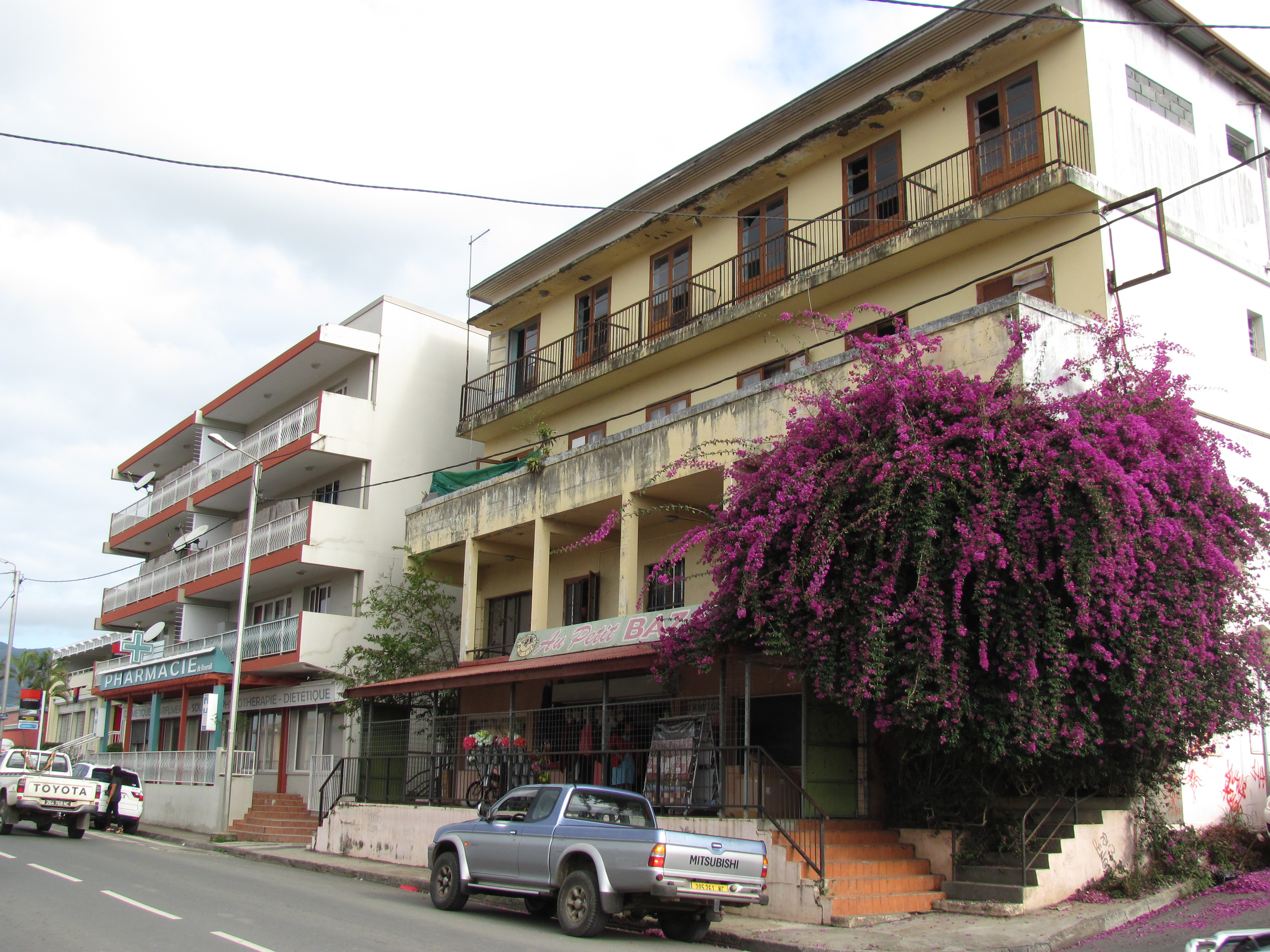
Grande rue au centre de Bourail

- Roche percée
- Poé
- Gouaro
- Téné
- Nessadiou
- FSH (Bourail)
- Nandaï
- Boghen

### Logement
| Nombre de logements en 2004 \| Type \| Effectif \| Pourcentage \| \| -------------------- \| -------- \| ----------- \| \| Résidence principale \| 1457 \| 94,7 % \| \| Logement occasionnel \| 6 \| 0,4 % \| \| Résidence secondaire \| 16 \| 1 % \| \| Logement vacant \| 59 \| 3,9 % \| \| Total \| 1532 \| 100 % \| |          |             |
| Type | Effectif | Pourcentage |
| Résidence principale | 1457     | 94,7 %      |
| Logement occasionnel | 6        | 0,4 %       |
| Résidence secondaire | 16       | 1 %         |
| Logement vacant | 59       | 3,9 %       |
| Total | 1532     | 100 %       |

| Type                 | Effectif | Pourcentage |
| -------------------- | -------- | ----------- |
| Résidence principale | 1457     | 94,7 %      |
| Logement occasionnel | 6        | 0,4 %       |
| Résidence secondaire | 16       | 1 %         |
| Logement vacant      | 59       | 3,9 %       |
| Total                | 1532     | 100 %       |

| Statut d'occupation des résidences principales en 2004 \| Type \| Effectif \| Pourcentage \| \| ------------------------- \| -------- \| ----------- \| \| Propriétaire \| 1053 \| 72,6 % \| \| Locataire logement vide \| 228 \| 15,3 % \| \| Locataire logement meublé \| 36 \| 2,5 % \| \| Logé gratuitement \| 140 \| 9,6 % \| \| Total \| 1451 \| 100 % \| |          |             |
| Type | Effectif | Pourcentage |
| Propriétaire | 1053     | 72,6 %      |
| Locataire logement vide | 228      | 15,3 %      |
| Locataire logement meublé | 36       | 2,5 %       |
| Logé gratuitement | 140      | 9,6 %       |
| Total | 1451     | 100 %       |

| Type                      | Effectif | Pourcentage |
| ------------------------- | -------- | ----------- |
| Propriétaire              | 1053     | 72,6 %      |
| Locataire logement vide   | 228      | 15,3 %      |
| Locataire logement meublé | 36       | 2,5 %       |
| Logé gratuitement         | 140      | 9,6 %       |
| Total                     | 1451     | 100 %       |

## Toponymie
Bourail veut dire « queue de lézard », de Bu Rhaï dans la langue ajie, composé de Bû la « queue » et Rhaï « le lézard ».
Les sources s'opposent et se complètent à ce sujet. Retenons la légende d'un homme qui, poursuivi par un lézard, se serait réfugié vers Bourail. Ce nom fait également référence à la flèche faîtière, pointue et droite comme la queue d'un lézard,.
Les habitants sont appelés les Bouraillais, leur surnom est « Les pattes jaunes » (en référence à des oiseaux de la région : les merles des Moluques).

## Histoire

### Naissance puis début de l'Administration pénitentiaire
En 1850, les tribus kanakes sont nombreuses et dispersées de Table Unio à la Daoui. Deux grandes lignées vivent dans le bassin : les Orowë (ceux de la montagne) et les Nekou (ceux du bord de mer). La vie est rythmée par les guerres, les coutumes, les plantations, la pêche, la chasse, les fêtes, les échanges et les mariages.
En juin 1867, une commission est désignée par le Gouverneur Guillain pour explorer les terrains environnant le petit port de « Bouraye ». Elle a pour mission de vérifier si un essai de colonisation pénale est envisageable et elle se rend sur place à bord de la goélette La Fine qui jette l’ancre à l’embouchure de la Néra. L’entreprise s’avère positive et les premiers transportés s’attellent à la construction des bâtiments nécessaires à l’établissement pénal. En 1868, le massacre d'un libéré et de 30 Nekou par les Orowë déclenche des mesures de répression. Les tribus des Orowë sont incendiées ; avec l'aide des Nekou et des tribus de Canala, l'armée française soumet les Orowë.
En novembre 1870, les bâtiments principaux sont terminés : l'hôtel du commandant du pénitencier, le poste militaire qui deviendra la gendarmerie en 1888, l'école, la poste aujourd'hui l'école de musique, la briqueterie, le phare de Gouaro, le couvent des femmes sur l'emplacement de l'école primaire, les cases des concessionnaires et le magasin aux vivres, l'actuel Musée de Bourail. La même année, le gouverneur de la Richerie décide de créer un centre de formation agricole appelé ferme-école pour les condamnés qui deviendront les futurs concessionnaires, ainsi qu'une sucrerie. Une Mission catholique s'installe également. En 1878, un internat est ouvert à Néméara pour les fils des colons. Fermé quelques mois plus tard au moment de l'insurrection Kanak, il ne rouvrira qu'en 1886 sous la gestion des Frères Maristes, avant de fermer définitivement en 1908.
En 1882, l'Administration pénitentiaire s'oppose à ce que Bourail, deuxième centre de la colonie, soit érigée en municipalité. La commission municipale de Bourail est créée le 31 décembre 1886. La première liste électorale ne comprend que 78 électeurs, la population pénale et les Kanaks en sont écartés. Prenant prétexte de l'assassinat d'un surveillant, le secrétaire d'état aux Colonies supprime la toute jeune commission municipale le 15 décembre 1887. La Municipalité n'est rétablie qu'en 1893. Il faut attendre 1961 pour que Bourail devienne une commune, et 1969 pour qu'elle soit une commune de plein exercice.

### Insurrection de 1878
Vers 1877, la multiplication des terres pour la colonisation a entraîné l'augmentation de la production agricole et l'essor du cheptel bovin. Lors de la forte sècheresse de 1877, les éleveurs sont autorisés à faire paître leur bétail sur des espaces habituellement laissés aux indigènes. Leurs cultures vivrières sont alors endommagées. La colère, déjà grande, débouche sur la révolte canaque menée par le grand chef Ataï en juin 1878 dans la région de La Foa et Boulouparis.
En septembre, 15 jours après la mort d'Ataï, la rébellion s'étend à la circonscription de Bourail. À la différence de 1868, ce sont cette fois les Orowë de Ny, Azareu et Quicoué qui se rangent du côté des troupes françaises et du corps des volontaires auxiliaires (libérés et transportés) dont fait partie le terrible corps-franc de cavaliers arabes.
En janvier 1879, Bourail et en particulier le site de Gouaro Deva est le théâtre du dernier épisode de la révolte de 1878, avec, entre les 3 et 12 janvier, trois assauts successifs. Les concessionnaires isolés sont installés au village. Les villages et cultures des insurgés sont incendiés et les Nekou, traqués et affamés, fuient vers le nord. En 1879, la révolte est définitivement réprimée, l'état de siège est levé. Les Nekou sont exilés dans les montagnes sous la domination des Orowë, ou sont déportés aux îles Belep et à l'île des Pins,.

### Développement
Sous l’impulsion de l’Administration pénitentiaire et de son credo de la réhabilitation par le travail, chaque nouveau concessionnaire se voit offrir à partir de janvier 1882, 30 mois de vivres gratuits et une indemnité de 150 francs, à condition qu'il cultive son terrain et y construise une maison. L'Administration impose aux colons des cultures à intérêt commercial : canne à sucre, haricot, café) ou expérimental (tabac, blé, maïs. Sont également fournies quelques graines potagères pour l'alimentation : choux, raves, oignons, etc. Lorsqu'il a donné satisfaction lors du séjour à la ferme agricole, et après avoir mis sa concession en valeur, le concessionnaire obtient son lot de terrain à titre définitif.
L'arrivée du Gouverneur Feillet instaure une réglementation plus rigoureuse pour les concessionnaires encore en statut provisoire : ils sont soumis au paiement du capital rachat correspondant à la valeur du terrain, et astreints à verser à l'Administration une rente annuelle et perpétuelle qui augmente leurs problèmes pécuniaires. En contrepartie, l'Administration met à leur disposition un terrain défriché pourvu d'une case. Pour inciter également les enfants de Bourail à rester sur l'agglomération, le Gouverneur attribue aux garçons de plus de 21 ans un lot de 10 à 15 hectares. Il semble cependant que ces terres aient été prises tant sur le domaine de la Pénitentiaire que sur les réserves indigènes. Les titulaires définitifs sont autorisés à louer ou vendre leur concession. Ces ventes leur permettent de reprendre leur métier d'origine : boulanger, menuisier… L'essor de Bourail est en marche.
En 1888, la culture du café, plus rémunératrice, supplante la canne à sucre qui périclite sous les assauts des sauterelles. Lors du rétablissement de la Municipalité en 1893, Bourail est déjà un centre d'envergure. En 1904, les recettes municipales atteignent 20 000 francs, alors que la moyenne de celles des autres municipalités avoisine les 6 000 francs. En 1911, la population pénale de Bourail s'élève à 468 habitants tandis que la population libre atteint 1051 habitants, pour la plupart issus de la transportation. Durant le pouvoir de l'Administration pénale, Bourail est le domaine quasi réservé des libérés et des concessionnaires. Les colons libres sont à peine tolérés.

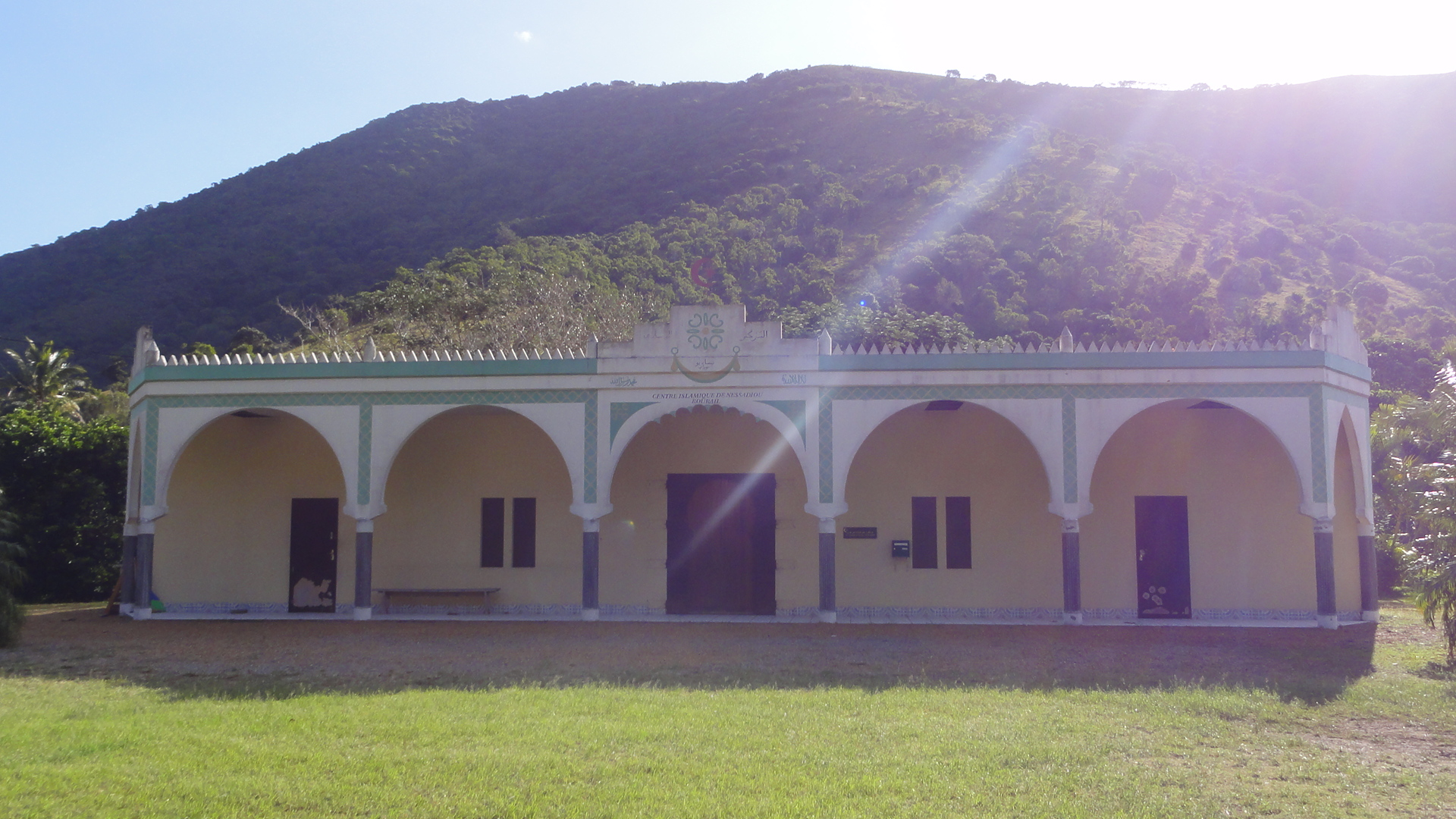
Centre Culturel des Arabes de Nessadiou

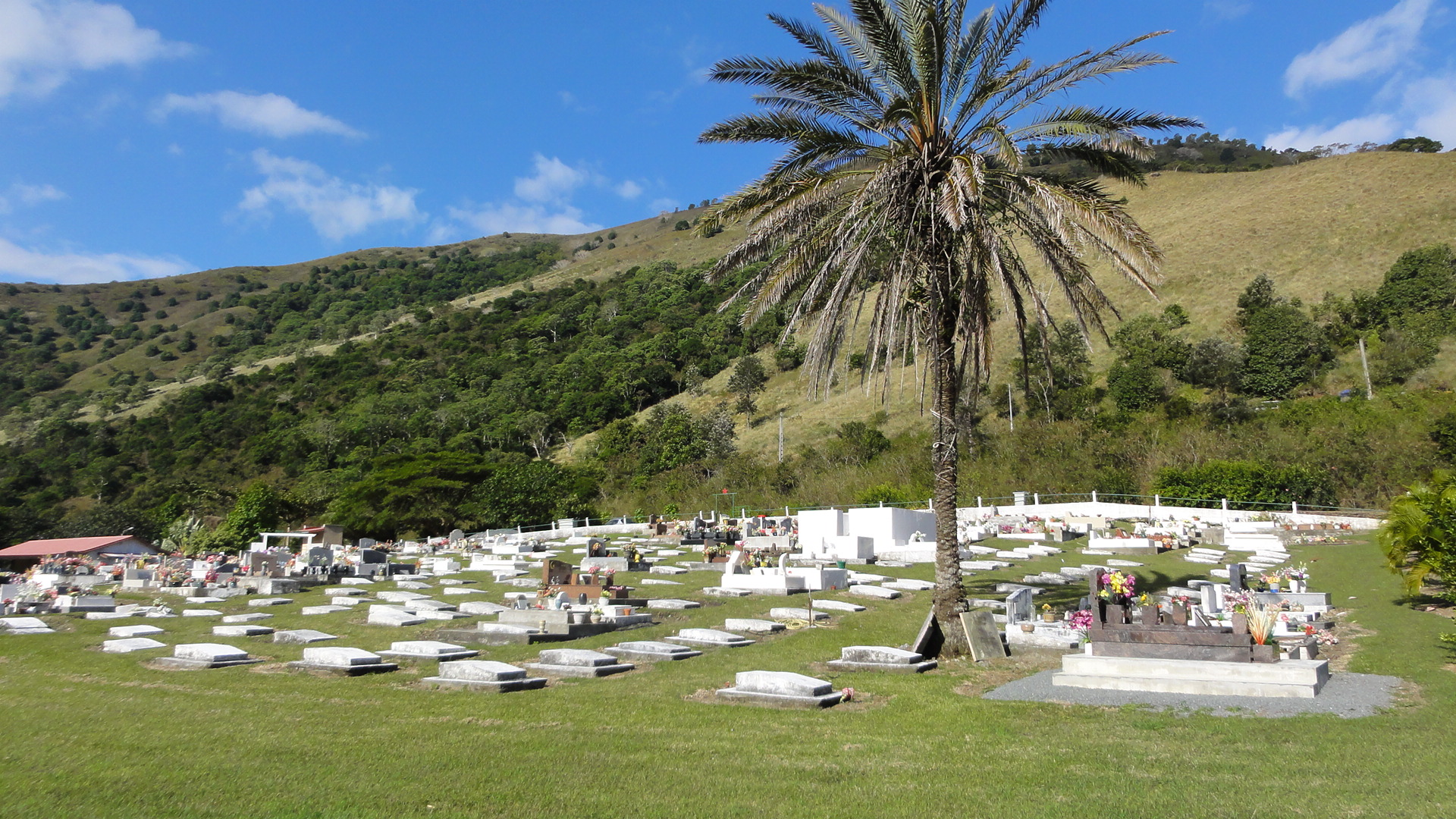
Cimetière des Arabes de Nessadiou

### Population arabe
En Nouvelle-Calédonie, les descendants de transportés, déportés ou relégués en provenance du Maghreb sont désignés sous le terme générique d’Arabes. Ils sont en grande majorité originaires d’Algérie. Entre 1867 et 1869, 200 transportés condamnés aux travaux forcés séjournent à l'île des Pins, Ducos et Nessadiou. Une centaine de Kabyles sont déportés en 1873 à l'île des Pins. De 1887 à 1897, 1200 condamnés, pour la plupart Algériens, sont envoyés en Calédonie. La communauté la plus importante se concentre à Nessadiou. Lors de l'amnistie de 1895, rares sont ceux qui restent dans la colonie. À cette date, 5 anciens déportés arabes sont recensés à Bourail, dont 3 installés à Nessadiou.
La création du cimetière musulman de Nessadiou en 1896, va entraîner un regroupement « Arabe » dans cette vallée. Aucune épouse n’étant autorisée à rejoindre son mari, les « Arabes » se marient avec des femmes d’origine européenne et ces unions sont à l’origine de la communauté arabe calédonienne. Après la fermeture du bagne en 1922, les Arabes obtiennent rarement une concession et vivent dans des conditions précaires, comme bien d'autres libérés. C'est l'origine des Algériens de Nouvelle-Calédonie.

### «Les pattes jaunes»

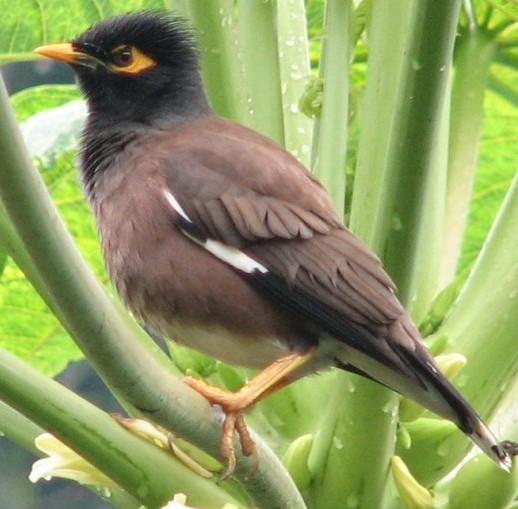
Martin Triste ou Merles des Moluques

Pour lutter contre les invasions de sauterelles, la commune imagine toutes sortes de formules : des battues sont organisés, des primes de quelques sous sont offertes en échange de quelques prises… Les voisins australiens préconisent de semer une fleur appelée « Pied » qui tue les sauterelles qui s'en nourrissent… En 1875 est introduit un oiseau que les Réunionnais semblent bien connaître, une espèce de merles, dits « merle des Moluques », et que l'on appelle familièrement « pattes jaunes ». Le premier lâché est opéré à Bourail et dans les environs. L'oiseau a proliféré depuis. L'opération est une réussite. Ce merle est à l'origine du surnom des Bouraillais : « Les pattes jaunes »,,.

### Bourail pendant la Première Guerre mondiale
À Bourail, qui compte en 1911 une population totale de 1029 personnes, vivent encore beaucoup d'anciens forçats et leurs descendants. Vingt libérés réhabilités sont mobilisés en Nouvelle-Calédonie, quelques-uns ont vécu à Bourail. La déclaration de guerre oblige à des prises de conscience : il arrive parfois que l'on ne sache pas qui est vraiment citoyen français. À cette époque, si les familles de plus de six enfants ne sont pas rares, permettant au chef de famille d'échapper à la mobilisation, c'est cependant la quasi-totalité des forces vives de la commune qui est appelée à partir. Des Bouraillais mobilisés, 67 partent pour les fronts d'Europe, dont trois engagés volontaires. Une cinquantaine d'hommes bouraillais restent : neuf ont été réformés, les autres sont souvent des pères de quatre enfants et plus ou des soutiens de famille. Les hommes de 40 ans et plus sont placés en sursis successifs jusqu'à leur libération définitive, le 21 janvier 1919. Le besoin en soldats est important, et la commission de recrutement si rigoureuse, que des hommes qui n'auraient jamais dû être mobilisés sont pourtant envoyés en France.
Le premier contingent de réservistes et d'hommes de l'active embarque pour Marseille le 23 avril 1915, sur le Sontay. Trente-cinq Bouraillais en font partie. Le 4 juin 1916, en même temps que le Bataillon du Pacifique, quatre Bouraillais quittent la Nouvelle-Calédonie à bord du Gange ; quatre également, le 3 décembre de la même année. Puis, en 1917, Bourail fournit de nouveau un nombre important des siens au contingent en partance pour la France. Le 10 novembre, ils sont ainsi vingt-trois à embarquer sur l'El Kantara.

### Bourail pendant la Seconde Guerre mondiale

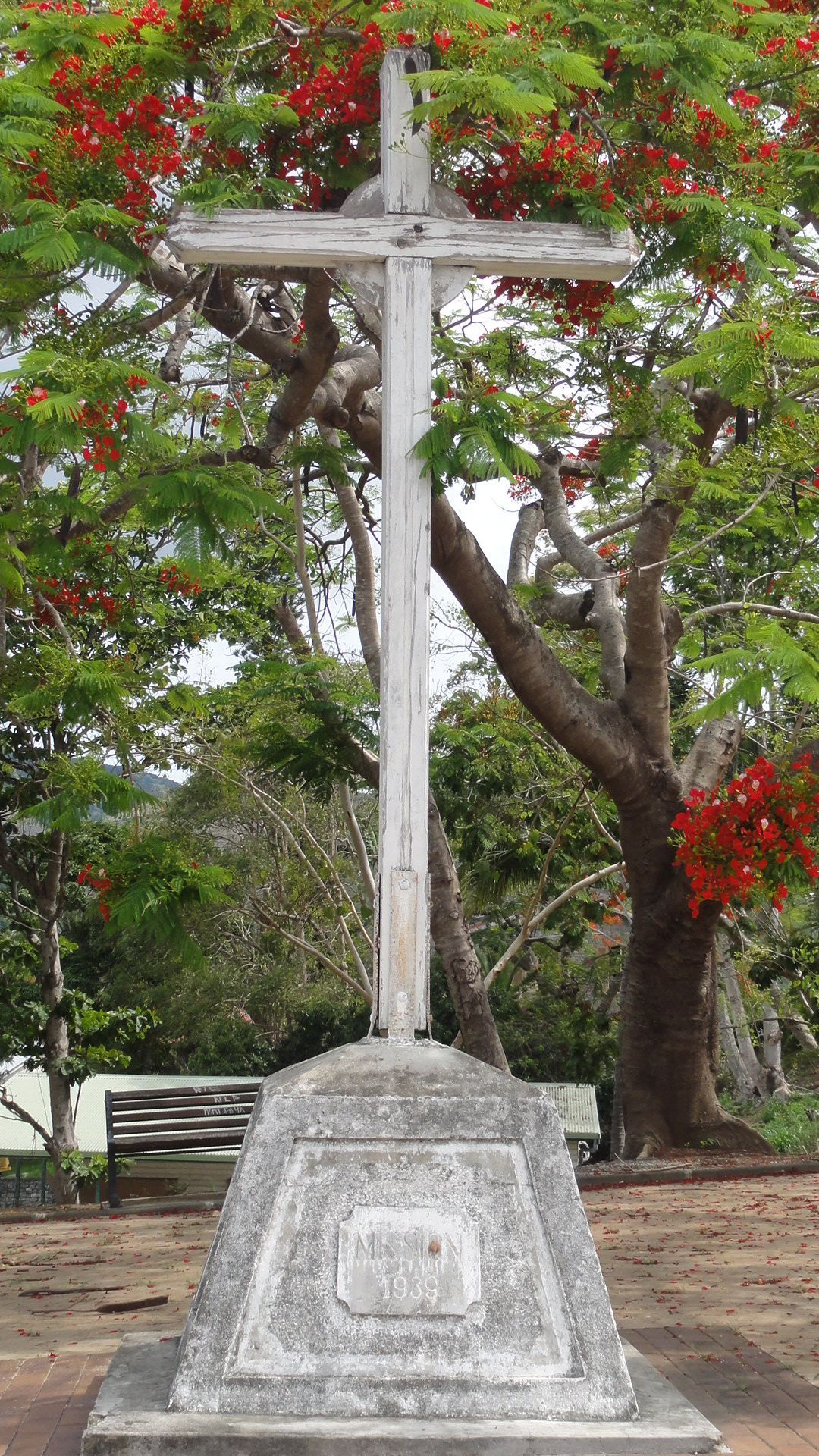
Croix commémorant la Seconde Guerre mondiale. Sur la plaque en bas, il est écrit Mission 1939.

Durant la Seconde Guerre mondiale, la Nouvelle-Calédonie devient une base arrière idéale pour les troupes alliées engagées dans la Bataille du Pacifique. Le quartier général US pour la direction des opérations dans le Pacifique Sud est établi à Nouméa. Bourail est choisi par l'État Major de la troisième division néo-zélandaise qui arrive fin 1942 et installe plusieurs camps et un hôpital. L'année suivante, les combattants partent vers Guadalcanal. Les blessés sont rapatriés sur l'hôpital de Bourail. Le besoin d'un cimetière pour les soldats qui ne survivent pas à leurs blessures s'impose. En 1943, Charles Goussard cède un terrain au gouverneur qui en fait don à la commission impériale des tombes de guerre du Commonwealth. L'entretien en incombe au gouvernement néo-zélandais. Depuis cette époque, des liens privilégiés se sont noués entre les Bouraillais et les Néo-Zélandais. Ils se retrouvent plus particulièrement tous les 25 avril pour commémorer l’Anzac Day sur le site solennel et magnifique du Cimetière néo-zélandais de Nessadiou.

## Politique et administration

### Liste des maires

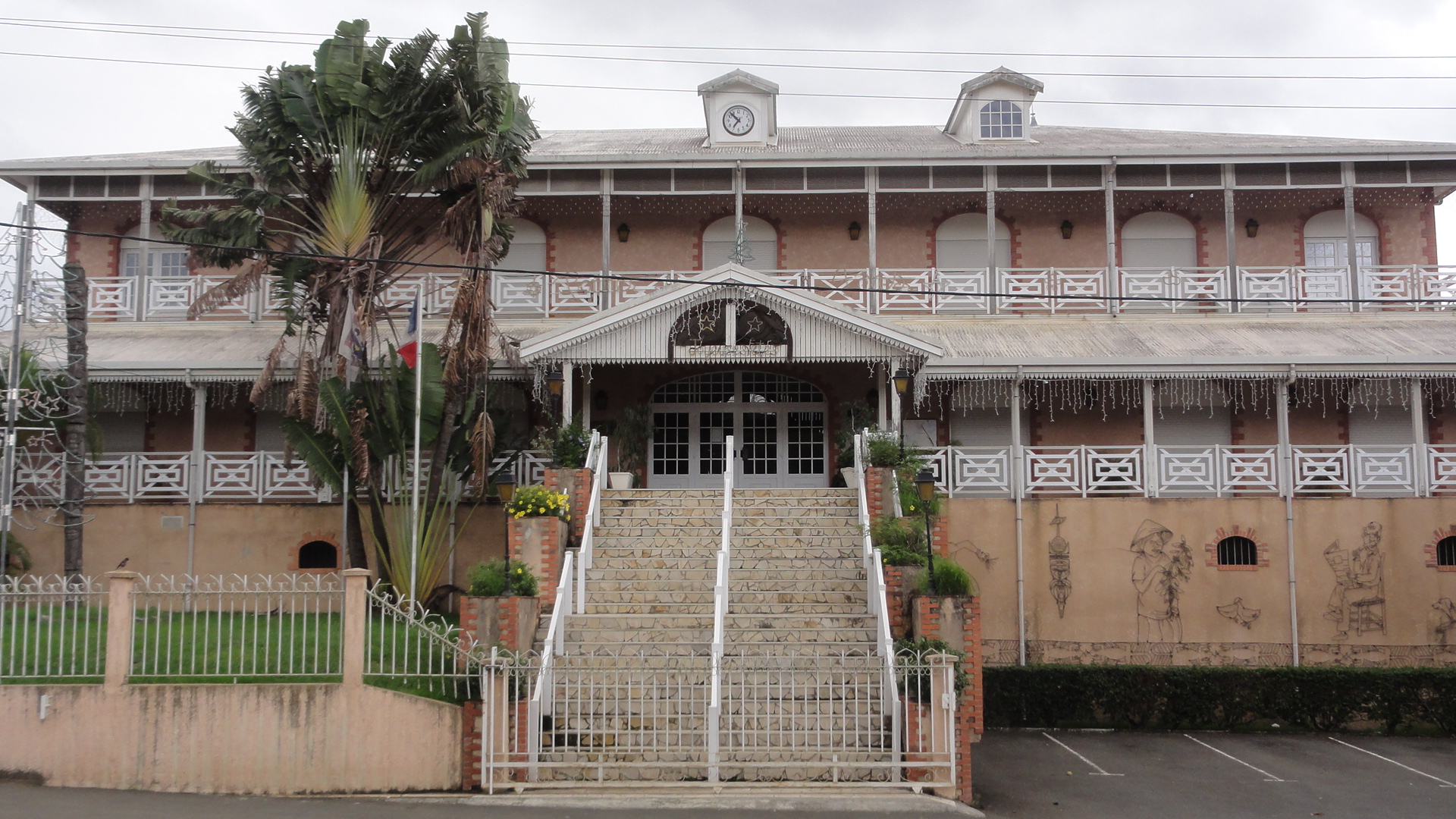
La mairie de Bourail

| Période                                  | Période  | Identité         | Étiquette                                      | Qualité     |
| ---------------------------------------- | -------- | ---------------- | ---------------------------------------------- | ----------- |
| 1961                                     | 1967     | Marcel Bordes    | Rassemblement calédonien (Rascal)              |             |
| 1967                                     | 1977     | Paul Rolly       | UNR puis UD                                    |             |
| 1977                                     | 2001     | Jean-Pierre Aïfa | UC puis UNC puis FNSC puis Alliance            | Agriculteur |
| 2001                                     | 2008     | Guy Moulin       | RPCR puis Rassemblement-UMP                    |             |
| 2008                                     | 2014     | Jean-Pierre Aïfa | Avenir ensemble puis proche Calédonie ensemble |             |
| 2014                                     | 2018     | Brigitte El Arbi | DVD                                            |             |
| 2018                                     | En cours | Patrick Robelin  | Calédonie ensemble puis LREM                   |             |
| Les données manquantes sont à compléter. |          |                  |                                                |             |

### Politique environnementale

#### Gouaro Deva
En 1992, la Province Sud fait l'acquisition, pour 325 millions de F CFP (2,7 millions d'euros environ), d'une propriété de plus de 7 700 hectares dite de Gouaro Deva sur la commune de Bourail, domaine disposant d'un fort potentiel économique (notamment touristique et agricole, mais nécessitant d'importants travaux d'irrigations, ainsi qu'une forte réserve en sable utile pour l'industrie) et d'une forte valeur historique (avec des vestiges de la révolte kanake du grand-chef Ataï de 1878) et symbolique pour les Mélanésiens du clan Gouaro (sépultures de la Vallée tabou). Celui-ci revendiquait d'ailleurs cette terre depuis 1984. En décembre 2003, l'Assemblée de la Province Sud accepte la vente de ce terrain en deux parties : 335 hectares pour 110 millions de Francs (922 000 euros environ) à la SAS Foncière de Calédonie pour un projet touristique incluant une marina et un golf notamment, et 7 300 hectares pour 679 millions de F CFP (5,7 millions d'euros) à la SAS Gouaro Deva pour un développement agropastoral incluant essentiellement un élevage de cerf. Cette vente est immédiatement critiquée non seulement par les membres des clans mélanésiens locaux, mais aussi par les éleveurs des environs et une partie de la population bouraillaise emmenés par l'ancien maire de la commune, et opposant politique de longue date à Jacques Lafleur, Jean-Pierre Aïfa. Ceux-ci reprochent au président de province de ne pas avoir respecté ses engagements vis-à-vis du clan Gouaro, auquel il aurait promis entre 1994 et 1997 l’attribution de 1 000 hectares aux jeunes du clan, le gel des lieux historiques (sépultures et site de l’ancienne tribu) et 20 % d’intéressement dans une société d’économie mixte chargée du développement d’activités touristiques et de l’exploitation des réserves de sable. Pour ses partisans, cette opération permet au contraire non seulement à la collectivité de réaliser une plus-value importante de 455 millions de Francs pacifiques (3,8 millions d'euros) par rapport à son prix d'achat de 1992, mais de plus de créer des « centaines d'emplois » par le biais des deux seuls secteurs économiques qui, selon eux, sont viables sur la propriété : le tourisme et l'agriculture extensive (une étude réalisée estimant que « l’installation d’agriculteurs sur de petites parcelles n'est pas viable », de même pour l'exploitation du sable qui reste toutefois du ressort de la Province qui est propriétaire de fait du sol et sous-sol sous-marin et du littoral), tout en imputant l'échec d'un accord sur le plan de la revendication foncière coutumière à un conflit entre deux clans. Quoi qu'il en soit, cette décision est remise en question dès l'arrivée au pouvoir en 2004 de l'Avenir ensemble qui décide de ne pas donner suite aux promesses de vente et de conserver Gouaro Deva dans le domaine provincial.

### Jumelages
- Waimate (Nouvelle-Zélande)

## Population et société

### Démographie
L'évolution du nombre d'habitants est connue à travers les recensements de la population effectués dans la commune depuis 1956. À partir de 2006, les populations légales des communes sont publiées annuellement par l'Insee, mais la loi relative à la démocratie de proximité du 27 février 2002 a, dans ses articles consacrés au recensement de la population, instauré des recensements de la population tous les cinq ans en Nouvelle-Calédonie, en Polynésie française, à Mayotte et dans les îles Wallis-et-Futuna, ce qui n’était pas le cas auparavant. Ce recensement se fait en liaison avec l'Institut de la statistique et des études économiques (ISEE), institut de la statistique de la Nouvelle-Calédonie. Pour la commune, le premier recensement exhaustif entrant dans le cadre du nouveau dispositif a été réalisé en 2004, les précédents recensements ont eu lieu en 1996, 1989, 1983, 1976, 1969, 1963 et 1956.
En 2019, la commune comptait 5 531 habitants, en augmentation de 1,6 % par rapport à 2014 (Nouvelle-Calédonie : +0,98 %).
Une croissance significative de la population a eu lieu entre 1983 et 1989 puis une période d’accroissement très faible a suivi. Bourail reste la plus importante commune rurale de la Grande Terre avec une population de 5 531 habitants en 2019. Sa population est jeune, 56 % des habitants ont moins de 30 ans.
| 1956  | 1963  | 1969  | 1976  | 1983  | 1989  | 1996  | 2004  | 2009  |
| ----- | ----- | ----- | ----- | ----- | ----- | ----- | ----- | ----- |
| 2 212 | 2 312 | 2 433 | 3 149 | 3 410 | 4 122 | 4 364 | 4 779 | 4 999 |

| 2014  | 2019  | - | - | - | - | - | - | - |
| ----- | ----- | - | - | - | - | - | - | - |
| 5 444 | 5 531 | - | - | - | - | - | - | - |

#### Pyramide des âges
| Hommes | Classe d’âge | Femmes |
| ------ | ------------ | ------ |
| 0,3    | 90 ans ou +  | 0,2    |
| 1,7    | 80 à 89 ans  | 1,6    |
| 3,6    | 70 à 79 ans  | 4      |
| 6,2    | 60 à 69 ans  | 7,3    |
| 9,8    | 50 à 59 ans  | 9      |
| 12,5   | 40 à 49 ans  | 12,7   |
| 15,7   | 30 à 39 ans  | 16,3   |
| 15,8   | 20 à 29 ans  | 14,2   |
| 16,7   | 10 à 19 ans  | 17,4   |
| 17,8   | 0 à 9 ans    | 17,1   |

### Enseignement
- Lycée professionnel privé Père-Guéneau (LPPG-mécanique)
- Lycée professionnel privé François-d'Assise (LPFA-secteur tertiaire)
- Collège Louis-Léopold-Djiet
- Collège privé Sacré-Cœur
- École primaire Louise-Michel
- École primaire privé Saint-Joseph
- École primaire privé Saint-Jean Bosco
- École maternelle et élémentaire Les Lys d'eau
- École maternelle de Pothé
- École maternelle de Bouirou
- Établissement territorial de Formation professionnelle des Adultes (ETFPA)

La plupart des habitants de Bourail vont continuer leurs études à Nouméa. Pour éviter cette baisse de population, la commune crée de plus en plus d'écoles. Il y a environ 2 000 enfants scolarisés dans des établissements allant jusqu'au lycée ; il n'y a pas d'université.

### Manifestations culturelles et festivités

#### Foire de Bourail

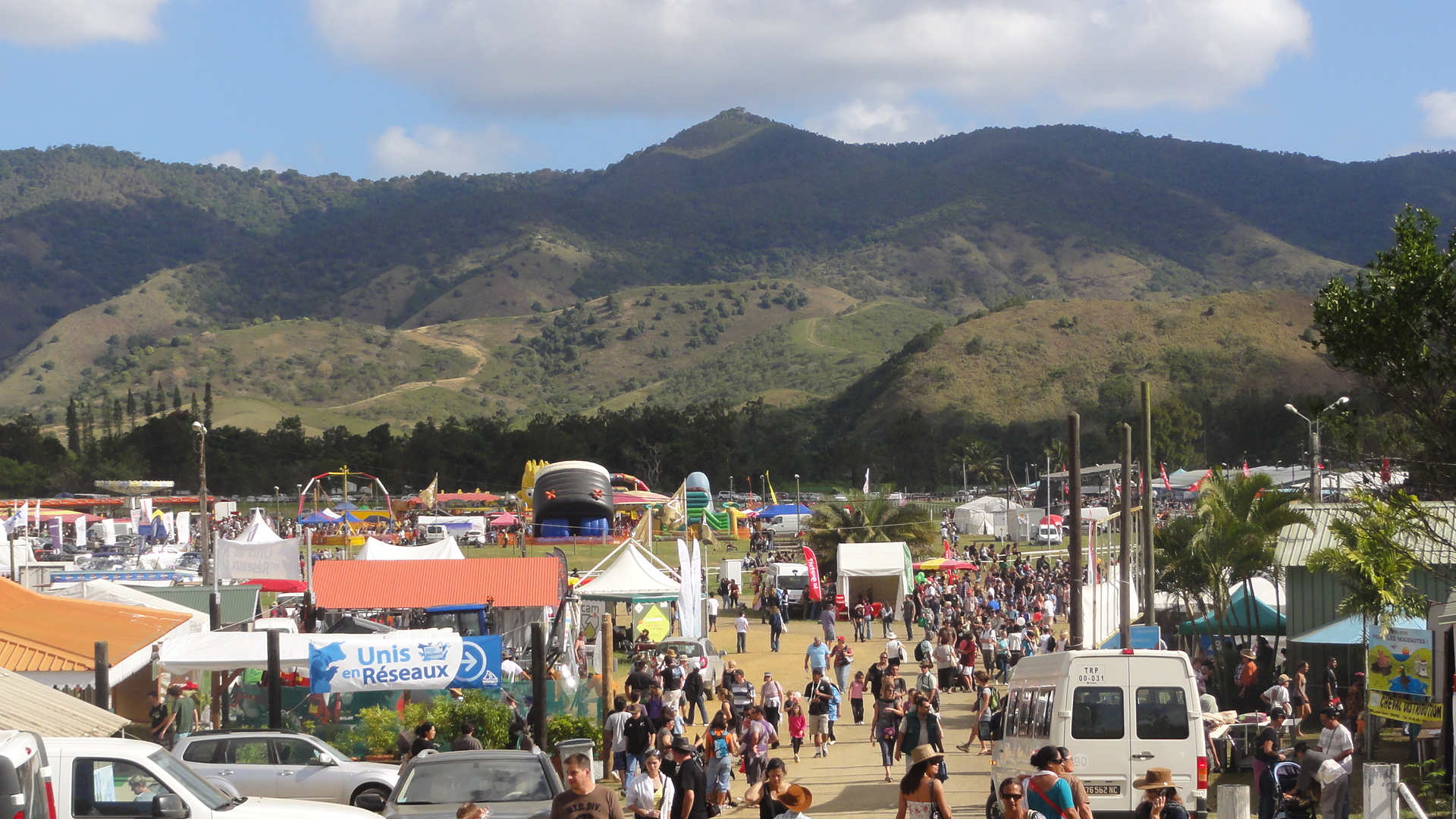
Foire de Bourail

La foire-exposition agricole et artisanale de Bourail (FEAAB) a lieu chaque année durant le week-end de la semaine du 15 août, à Bourail, en Nouvelle-Calédonie. Cet événement y est très célèbre pour son rodéo.
La foire a lieu sur l'hippodrome de Téné, à l'extérieur du village même de Bourail.
La première foire agricole de Bourail date du 11 septembre 1877 et a été réactivée en 1977, pour ne plus jamais disparaître jusqu'à ce jour.
On y trouve relativement peu de touristes à cause de l'éloignement de Bourail par rapport au chef-lieu, Nouméa : 160 km, soit 2 h de route. Par contre, les Nouméens aussi bien que les fabricants de produits alimentaires locaux, les éleveurs de bétail et autres broussards s'y retrouvent.
Cette foire est un véritable événement dans la région de Bourail, les fabricants de produits alimentaires locaux, les éleveurs de bétail et autres broussards ou stockmen s'y retrouvent. Pendant trois jours non-stop, de nombreux stands, animations et expositions sont installés sur l'hippodrome. L'Arène du Rodéo n'est sur l'hippodrome même mais juste à côté.

#### Feu d'artifice
Le feu d'artifice se déroule tous les ans aux environs du 14 juillet au stade du village.

#### Festival Plein Champ
Le Festival Plein Champ offre une passerelle entre les producteurs et les consommateurs de la commune. En proposant des exemples venus du monde entier, il entend créer et entretenir une réflexion et une dynamique durables permettant aux agriculteurs de pérenniser leurs exploitations.
En rapprochant les divers acteurs par le biais de reportages et de films documentaires, le Festival ouvre les débats et tente de dégager des perspectives qui soient favorables à tous. Si la manifestation est ouverte à tout public, elle s'adresse en particulier aux agriculteurs de la région afin qu'ils partagent leurs préoccupations et puissent faire entendre leur voix lors des débats qui suivent les projections et les conférences,,.

#### Passage de la flamme des Jeux du PacifiqueNC 2011
À la suite de l'organisation des Jeux du Pacifique en Nouvelle-Calédonie, la « flamme des Jeux » est passée dans plusieurs communes de l'île et notamment à Bourail le 21 août 2011. Jean-Pierre Aïfa, maire de Bourail, était présent ainsi que la présidente du comité Pascale Bastien-Thiry et les porteurs de la flamme. La flamme est arrivée à cheval puis a été positionnée sur le podium près du stade où des discours et un lâcher de ballons se sont succédé. Plusieurs animations et stands étaient présents à la Halle des sports lors de cette journée particulière,.
|  |  |  |  |

### Sports
La commune possède plusieurs installations sportives :
- un stade de football (au cœur du village) ;
- une halle des sports (à côté du stade) ;
- une salle polyvalente (après le collège public) ;
- des terrains de tennis (à côté de la salle polyvalente) ;
- des terrains de pétanque (à côté de la salle polyvalente) ;
- un terrain en herbe (ETFPA) ;
- un terrain en herbe (LPPG) ;
- du surf (Roche percée)[34].

La plage de Poé, sur 17 km, offre la plupart des activités nautiques, sportives et de détente : baignade, plongée palmée, plongée sous-marine, jet-ski, flyboard, hoverboard, bouée tractée, stand up paddles, kayak, bateau à fond de verre, paramoteur, ULM, taxi-boat.
D'autres activités sportives sont également proposées : golf, chasse, randonnées...

### Médias

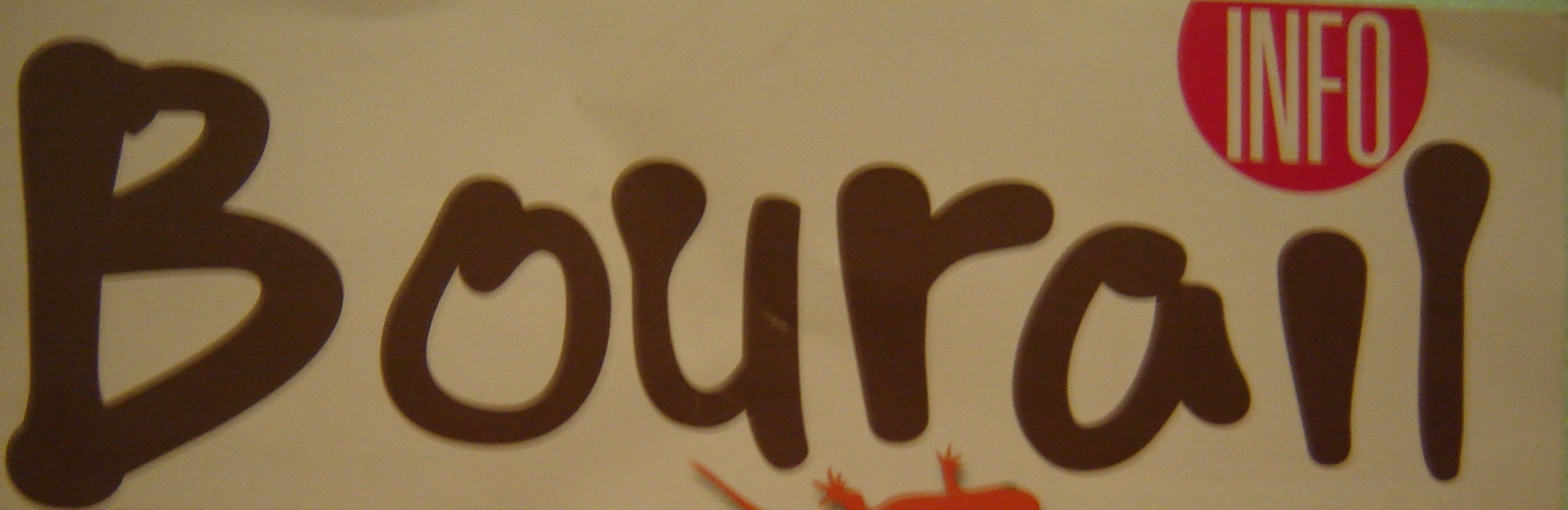
Bourail info

La mairie publie tous les deux mois un magazine communal appelé Bourail info. Il porte sur l'actualité, les projets, les événements de la commune. Le journal le plus lu reste Les Nouvelles calédoniennes qui est le seul journal quotidien en Nouvelle-Calédonie.

### Cultes

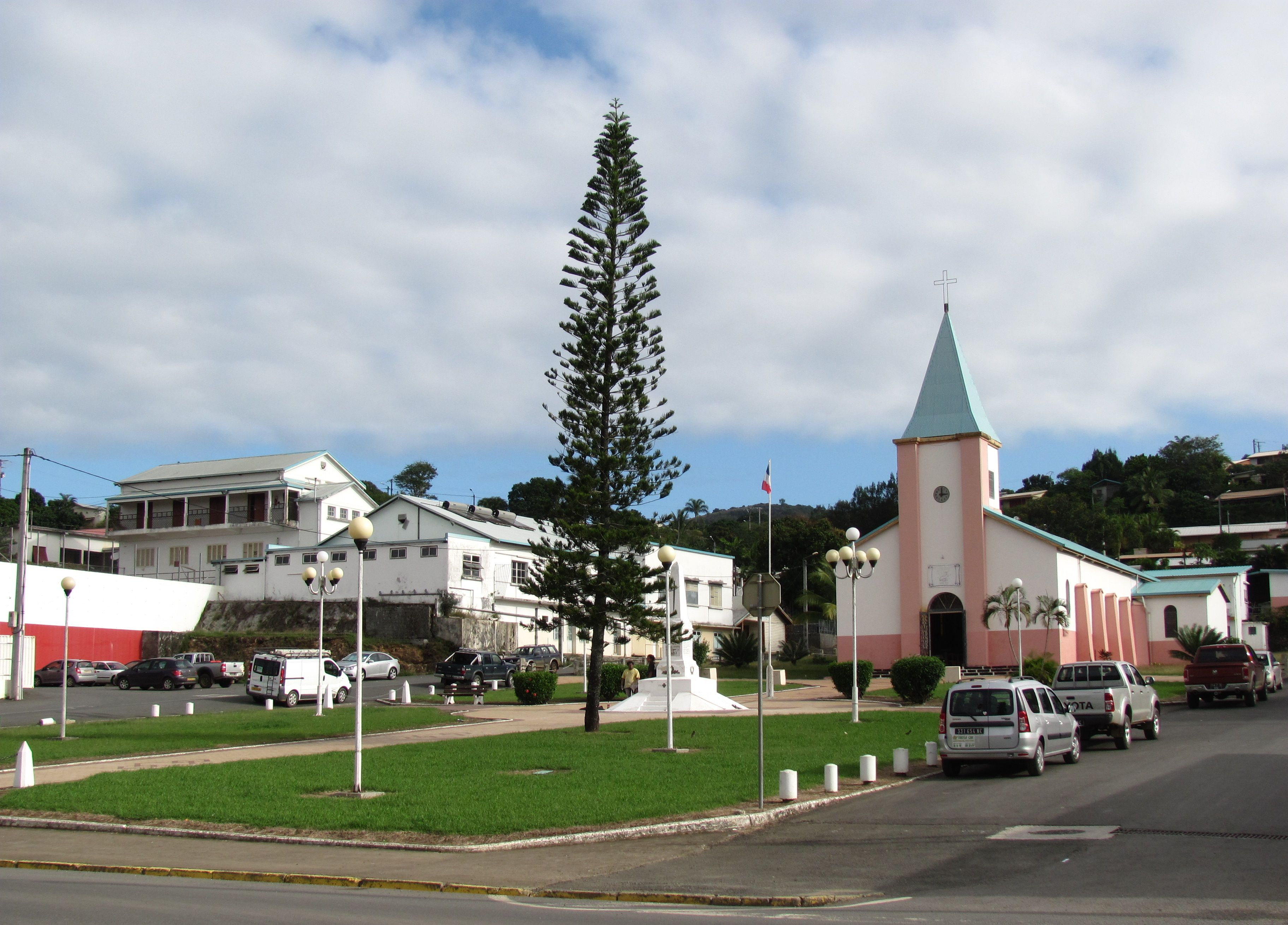
L'église de Bourail

La paroisse est fondée dès 1870 par le révérend père Bertrand, la construction de l'église est achevée seulement en 1878. Propriété de l'administration pénitentiaire qui la met à disposition de la municipalité en février 1913, elle est vendue aux enchères le 16 novembre 1913 à la Société civile de Saint-Louis, qui effectue les travaux de réparations nécessaires à la suite du cyclone tropical de 1906. Elle est de nouveau endommagée par le cyclone de 1932.
La Chapelle de Néméara fait partie d’un ensemble de bâtiments anciennement appelés ferme école. Elle a intégré la liste des monuments historiques classés le 29 décembre 1989. La ferme école de Néméara qui comprenait un grand nombre de bâtiments dont une boulangerie, un magasin, une pharmacie, une fromagerie, une chapelle… a été construite par l’administration pénitentiaire en 1877. Transformée en internat en 1885 afin d’accueillir dès l’âge de quatre ans les fils des concessionnaires pénaux, cette école a été confiée à des maîtres laïcs diplômés des écoles d’agriculture françaises qui dispensaient des enseignements tant théoriques que pratiques en rapport avec le monde rural.

## Économie

### Emploi
| Niveau de diplôme de la population de 14 ans et plus en 2004 \| \| Hommes \| Hommes \| Femmes \| Femmes \| Total \| Total \| \| \| Effectif \| Pourcentage \| Effectif \| Pourcentage \| Effectif \| Pourcentage \| \| Aucun diplôme \| 683 \| 38.2 % \| 636 \| 36.2 % \| 1379 \| 37.2 % \| \| Certificat \| 194 \| 10.9 % \| 228 \| 13 % \| 422 \| 11.9 % \| \| BEPC \| 158 \| 8,8 % \| 181 \| 10,3 % \| 339 \| 9,6 % \| \| CAP BEP \| 419 \| 23,5 % \| 345 \| 19,6 % \| 764 \| 21,6 % \| \| BAC \| 170 \| 9,5 % \| 198 \| 11,3 % \| 368 \| 10,4 % \| \| 1er cycle \| 72 \| 4 % \| 85 \| 4,8 % \| 157 \| 4,4 % \| \| 2e et 3e cycle \| 90 \| 5 % \| 83 \| 4,7 % \| 173 \| 4,9 % \| \| Total \| 1 786 \| 100 % \| 1 756 \| 100 % \| 3 542 \| 100 % \| |          |             |          |             |          |             |
| | Hommes   | Hommes      | Femmes   | Femmes      | Total    | Total       |
| | Effectif | Pourcentage | Effectif | Pourcentage | Effectif | Pourcentage |
| Aucun diplôme | 683      | 38.2 %      | 636      | 36.2 %      | 1379     | 37.2 %      |
| Certificat | 194      | 10.9 %      | 228      | 13 %        | 422      | 11.9 %      |
| BEPC | 158      | 8,8 %       | 181      | 10,3 %      | 339      | 9,6 %       |
| CAP BEP | 419      | 23,5 %      | 345      | 19,6 %      | 764      | 21,6 %      |
| BAC | 170      | 9,5 %       | 198      | 11,3 %      | 368      | 10,4 %      |
| 1er cycle | 72       | 4 %         | 85       | 4,8 %       | 157      | 4,4 %       |
| 2e et 3e cycle | 90       | 5 %         | 83       | 4,7 %       | 173      | 4,9 %       |
| Total | 1 786    | 100 %       | 1 756    | 100 %       | 3 542    | 100 %       |

|                | Hommes   | Hommes      | Femmes   | Femmes      | Total    | Total       |
|                | Effectif | Pourcentage | Effectif | Pourcentage | Effectif | Pourcentage |
| Aucun diplôme  | 683      | 38.2 %      | 636      | 36.2 %      | 1379     | 37.2 %      |
| Certificat     | 194      | 10.9 %      | 228      | 13 %        | 422      | 11.9 %      |
| BEPC           | 158      | 8,8 %       | 181      | 10,3 %      | 339      | 9,6 %       |
| CAP BEP        | 419      | 23,5 %      | 345      | 19,6 %      | 764      | 21,6 %      |
| BAC            | 170      | 9,5 %       | 198      | 11,3 %      | 368      | 10,4 %      |
| 1er cycle      | 72       | 4 %         | 85       | 4,8 %       | 157      | 4,4 %       |
| 2e et 3e cycle | 90       | 5 %         | 83       | 4,7 %       | 173      | 4,9 %       |
| Total          | 1 786    | 100 %       | 1 756    | 100 %       | 3 542    | 100 %       |

| Situation d'activité des 14 ans et plus en 2004 \| \| Hommes \| Hommes \| Femmes \| Femmes \| Total \| Total \| \| \| Effectif \| Pourcentage \| Effectif \| Pourcentage \| Effectif \| Pourcentage \| \| A travaillé \| 1 042 \| 58,3 % \| 698 \| 39,7 % \| 1 740 \| 49,1 % \| \| Saisonnier \| 7 \| 0,4 % \| 7 \| 0,4 % \| 14 \| 0,4 % \| \| Élève, étudiant \| 160 \| 9,0 % \| 197 \| 11,2 % \| 357 \| 10,1 % \| \| Chômeur \| 171 \| 9,6 % \| 141 \| 8,0 % \| 312 \| 8,8 % \| \| Retraité \| 271 \| 15,2 % \| 174 \| 9,9 % \| 445 \| 12,6 % \| \| Personne au foyer \| 22 \| 1,2 % \| 431 \| 24,5 % \| 453 \| 12,8 % \| \| Autre inactif \| 113 \| 6,3 % \| 108 \| 6,2 % \| 221 \| 6,2 % \| \| Total \| 1 786 \| 100 % \| 1 756 \| 100 % \| 3 542 \| 100 % \| |          |             |          |             |          |             |
| | Hommes   | Hommes      | Femmes   | Femmes      | Total    | Total       |
| | Effectif | Pourcentage | Effectif | Pourcentage | Effectif | Pourcentage |
| A travaillé | 1 042    | 58,3 %      | 698      | 39,7 %      | 1 740    | 49,1 %      |
| Saisonnier | 7        | 0,4 %       | 7        | 0,4 %       | 14       | 0,4 %       |
| Élève, étudiant | 160      | 9,0 %       | 197      | 11,2 %      | 357      | 10,1 %      |
| Chômeur | 171      | 9,6 %       | 141      | 8,0 %       | 312      | 8,8 %       |
| Retraité | 271      | 15,2 %      | 174      | 9,9 %       | 445      | 12,6 %      |
| Personne au foyer | 22       | 1,2 %       | 431      | 24,5 %      | 453      | 12,8 %      |
| Autre inactif | 113      | 6,3 %       | 108      | 6,2 %       | 221      | 6,2 %       |
| Total | 1 786    | 100 %       | 1 756    | 100 %       | 3 542    | 100 %       |

|                   | Hommes   | Hommes      | Femmes   | Femmes      | Total    | Total       |
|                   | Effectif | Pourcentage | Effectif | Pourcentage | Effectif | Pourcentage |
| A travaillé       | 1 042    | 58,3 %      | 698      | 39,7 %      | 1 740    | 49,1 %      |
| Saisonnier        | 7        | 0,4 %       | 7        | 0,4 %       | 14       | 0,4 %       |
| Élève, étudiant   | 160      | 9,0 %       | 197      | 11,2 %      | 357      | 10,1 %      |
| Chômeur           | 171      | 9,6 %       | 141      | 8,0 %       | 312      | 8,8 %       |
| Retraité          | 271      | 15,2 %      | 174      | 9,9 %       | 445      | 12,6 %      |
| Personne au foyer | 22       | 1,2 %       | 431      | 24,5 %      | 453      | 12,8 %      |
| Autre inactif     | 113      | 6,3 %       | 108      | 6,2 %       | 221      | 6,2 %       |
| Total             | 1 786    | 100 %       | 1 756    | 100 %       | 3 542    | 100 %       |

- Taux de chômage : 15,1 %
- Taux d'activité : 58,3 %

### Entreprises et commerces

#### Agriculture
Les ressources sont :

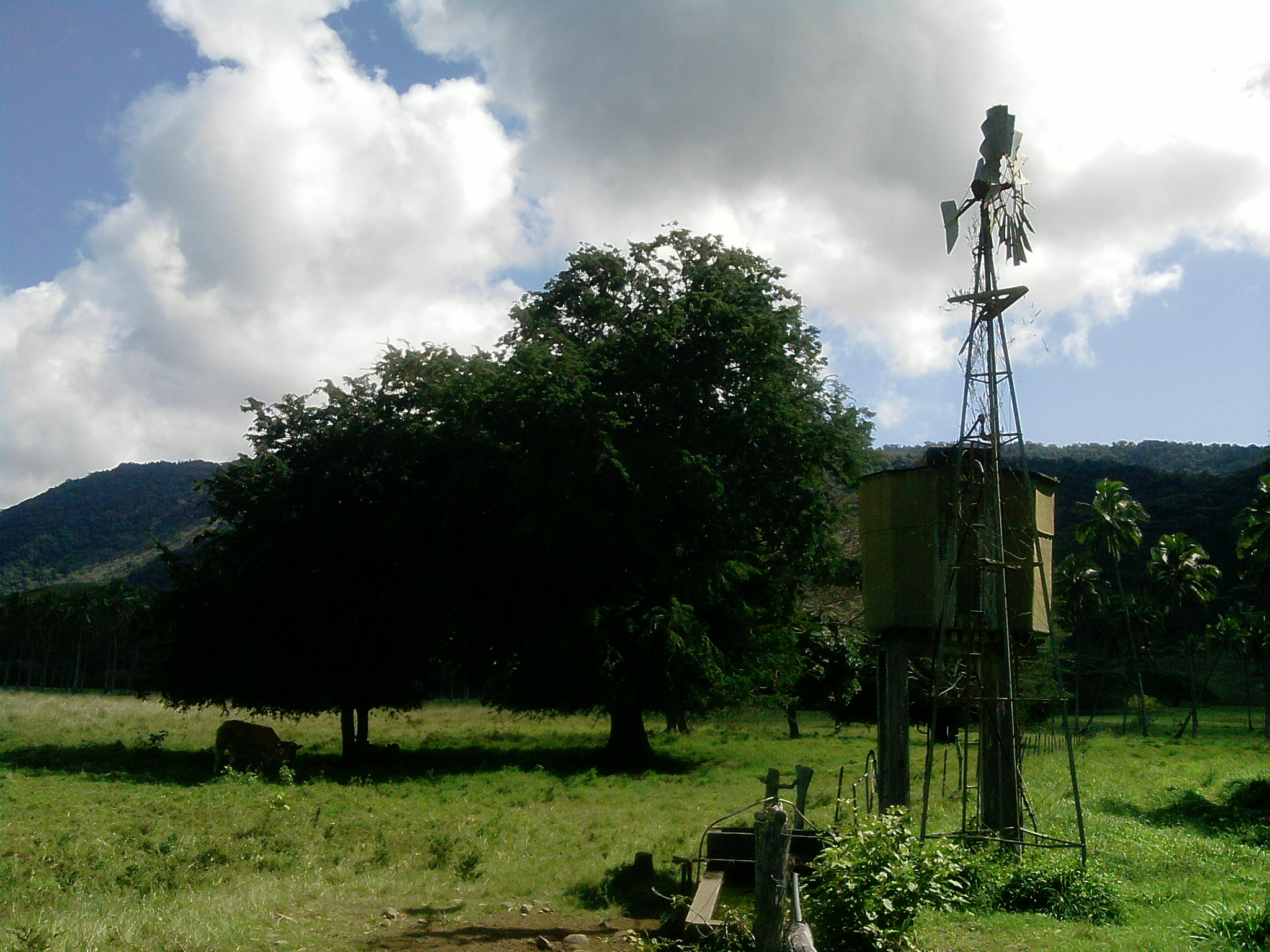
Station du Gabé

- l'agriculture : 300 hectares de maïs, 200 de pommes de terre ;
- l'élevage[37], essentiellement bovin, mais aussi porcin, ovin, caprin, de cervidés, de volailles, élevage de crevettes et apiculture ;
- la culture vivrière et le maraîchage : légumes, fruits, fleurs ;
- ̈ et l'écotourisme.

La commune est souvent considérée comme la « capitale de la Brousse » et surtout des « Broussards » (nom donné aux Caldoches ruraux non nouméens), notamment à travers la foire annuelle de Bourail.
La foire annuelle, le week-end du 15 août, est le rendez-vous rural de la Grande-Terre.
Le festival biennal Plein Champ, en octobre, valorise l'agriculture durable.
Le marché du samedi matin commercialise les productions locales : légumes, fruits, fleurs, ignames, vanille, confitures, douceurs, miels, sirops, charcuterie, produits distillés.

#### Tourisme

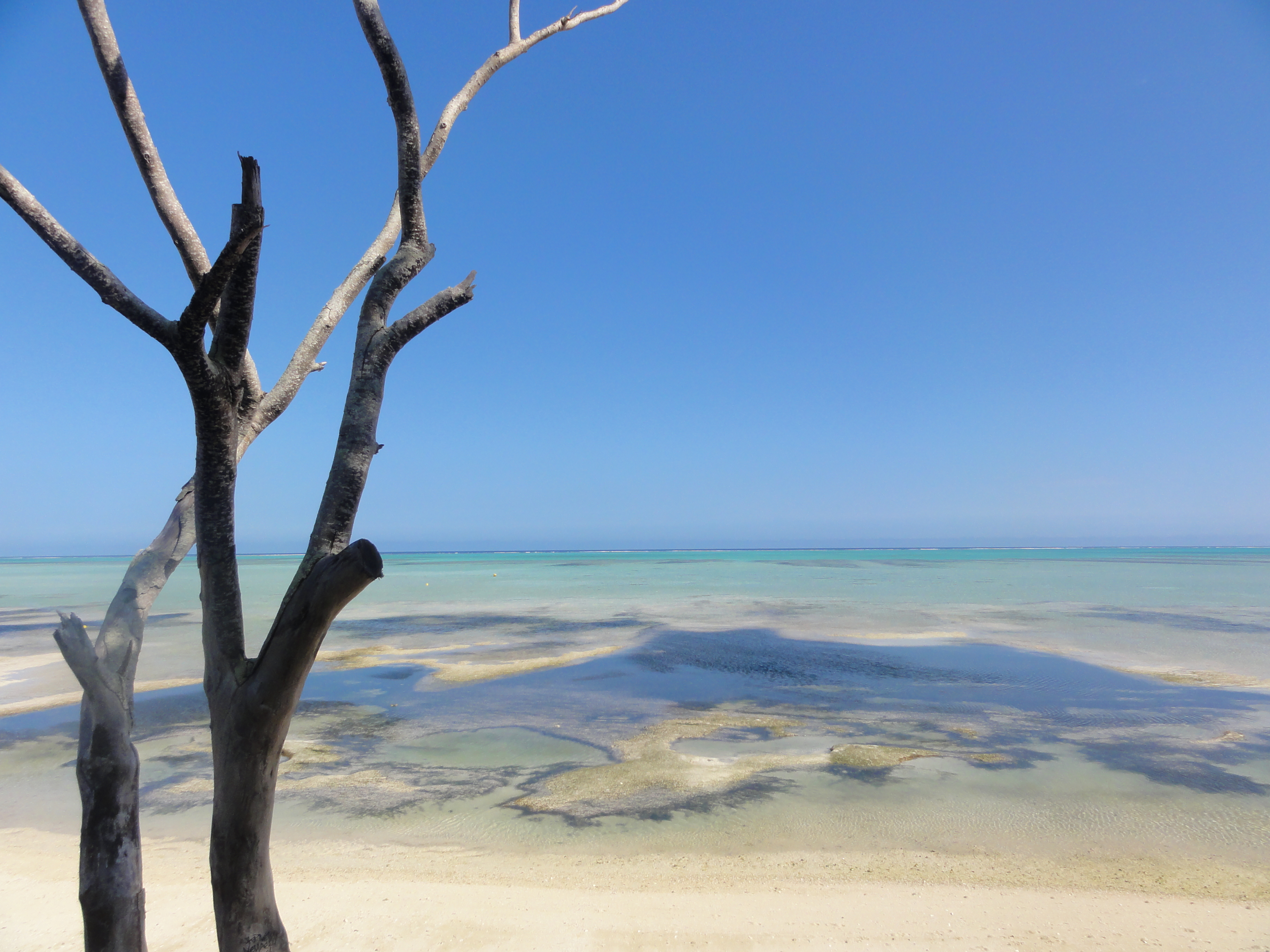
Lagon de Poé

Les plages sont ouvertes à toutes les activités du bord de mer et du lagon. À la saison des pontes, elles accueillent plusieurs espèces de tortues, très surveillées. Sur la plage de la Roche percée, des cagettes sont disposées sur les nids par des bénévoles, afin de protéger les œufs jusqu'à leur éclosion. Sur cette côte, les amateurs de glisse pourront trouver leur vague ou, au contraire, leur plan d'eau abrité par le récif. Les plongeurs, ou randonneurs à la palme, peuvent explorer les splendeurs de fonds sous-marins préservés et désormais inscrits au patrimoine mondial de l'humanité par l'UNESCO.
À Gouaro Deva, un immense projet alliant économie, écologie et tourisme a pour objectif de créer, au nord de la Province Sud, un véritable pôle de développement intégré et durable. Il est prévu pour 2013.

## Culture locale et patrimoine

### Lieux de culte
- Église du Sacré-Cœur de Bourail.
- Chapelle de Néméara.

### Patrimoine historique
Construit à partir de 1870 par l'administration pénitentiaire, le magasin central permet d'entreposer les produits en provenance de Nouméa, puis des concessions agricoles. Les nouveaux concessionnaires viennent y réclamer l'allocation de vivres et leur trousseau. Vendu à divers particuliers à partir de 1910, il abrite entre autres les Messageries Automobiles, la fromagerie de la Société La Néra, un service vétérinaire. On y célèbre même les offices religieux après les cyclones de 1906 et 1932. Classé monument historique en juin 1980 et rénové en 1984, il devient le Musée de Bourail en 1986.
Afin de « fournir » des épouses aux concessionnaires, des femmes recrutées dans les prisons françaises sont envoyées en Nouvelle-Calédonie : plus de 500 femmes entre 1870 et 1887. Beaucoup d'entre elles sont hébergées au pénitencier des femmes de Bourail, couramment appelé le Couvent car il est géré par les sœurs de Saint-Joseph-de-Cluny. En 1874, les sœurs surveillent une quarantaine de femmes. Seuls les concessionnaires capables d'avoir à charge une famille peuvent demander le mariage. Ils ont l'occasion d'observer les femmes lors des offices religieux et des corvées de linge à la rivière. Ils font alors leur choix, puis de brèves rencontres se déroulent sous la garde des sœurs. Enfin, le mariage est célébré.
Le Couvent, construit par l'administration pénitentiaire entre 1871 et 1874, est mis à la disposition de la municipalité - moyennant une redevance d'un franc par an - en 1909 avant d'être vendu aux enchères publiques par le décret du 14 février 1911. Par la suite, le bâtiment sert d'école primaire avant que cette dernière ne déménage juste à côté pour créer l'école Louise Michel.
Construit par l'administration pénitentiaire entre 1877 et 1879, l'Hôpital du bagne est loué à la commune de Bourail en juillet 1909 pour la symbolique somme d'un franc par an. La commune le rachète lorsque l'administration pénitentiaire, alors en plein déclin, revend des bâtiments dans les années 1911-1913. Il est utilisé comme école avant d'être loué au service des postes en 1934. L'OPT le rachète en 1961.
Construit en bois par l'administration pénitentiaire en 1868, le Poste militaire est reconstruit dans les années 1980 en pierres. Les soldats de l'infanterie de marine y sont hébergés. Depuis le 8 mai 1888, il abrite la gendarmerie.
Le Logement du chef d'arrondissement appelé aussi Maison de passage du gouverneur est construit vers 1875, d'abord pour servir de logement au commandant supérieur, chef d'arrondissement, puis pour accueillir le gouverneur et son aide de camp lors de leurs séjours à Bourail. À partir de 1885, il est affecté au commandant du pénitencier de Nessadiou et à l'aide-médecin. Il est par la suite occupé par des agents, avant de servir d'hôpital pour les fonctionnaires. À partir de 1890, le bâtiment est loué au Juge de Paix. En 1911, il fait partie de la liste des bâtiments qui doivent être vendus aux enchères. C'est aujourd'hui une propriété privée.
L'Hôtel du commandant est construit en 1869-1870 pour le commandant et les bureaux de l'administration pénitentiaire. Vendu aux enchères de 1913 à un propriétaire privé, il revient aux mains du Territoire en 1947. Après un court passage dans celles de la mairie durant l'année 1972, le Territoire y installe le service des Travaux publics en 1973.
Avant la construction du Pénitencier des hommes, les transportés étaient répartis dans des installations provisoires en dehors du village. Le pénitencier, dont les murs d'enceinte datent de 1881-1884, enferme les condamnés aux travaux forcés qui ne sont pas encore concessionnaires et qui, pour la plupart, travaillent dans les champs de canne à sucre. L'administration pénitentiaire le vend en 1911. Puis, les propriétaires privés se succèdent jusqu'au rachat par la mairie de Bourail en octobre 1980.

### Patrimoine naturel

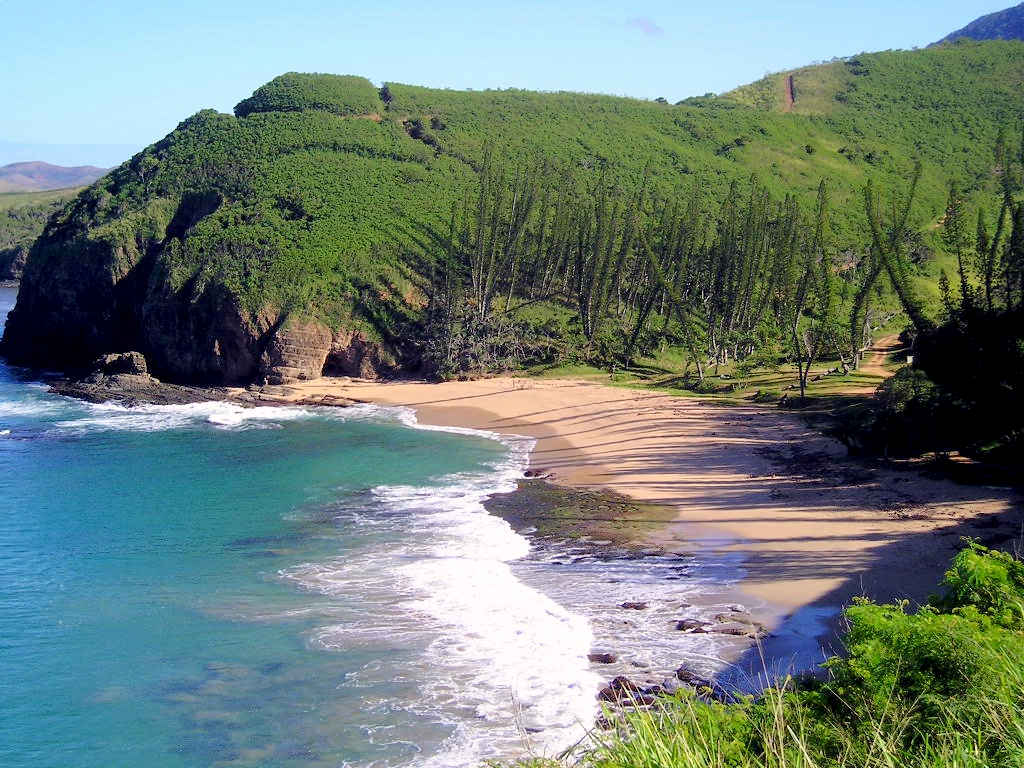
Baie des Tortues

La baie des Tortues se situe dans la baie de Gouaro en face de la passe Popinée (ce qui explique la présence fréquente de vagues). Elle est très petite par rapport à sa voisine la plage de la Roche percée mais elle est très jolie et très intime. Elle est bordée de pins colonnaires autrement dit d'Araucaria columnaris, ce qui en fait un lieu unique puisque ces arbres sont endémiques à la Nouvelle-Calédonie. En plus des pins, cette baie est un lieu de ponte des tortues à grosse tête, d'où son nom.
La Baie des amoureux est de la même taille que sa voisine, la baie des Tortues. Il y a beaucoup de végétation à l'arrière de la plage. C'est une plage de sable blanc très intime où il y a quelques déchets naturels (bois mort). Le terme « baie des Amoureux » vient de l'intimité qui ressort de cette plage. Elle est cachée et elle est entourée de partout comme un endroit pour se retrouver.
Le Bonhomme de Bourail est un énorme monolithe (bloc rocheux) de quartz dur sculpté par les vagues et incliné sur son socle situé à côté de la Roche percée en Nouvelle-Calédonie. Son nom provient de la ressemblance du rocher avec une tête d'homme de profil, coiffé d'un chapeau. Il représente un véritable symbole pour les Bouraillais mais aussi pour la Nouvelle-Calédonie en général. Toute la population espère que la mer épargnera « son » bonhomme et qu'il ne s'écroulera pas comme la Roche percée.
Gouaro Deva ou domaine de Deva est un domaine naturel appartenant à la Province Sud. Ce domaine naturel d'environ 8000 hectares s'étend entre le littoral et les montagnes jusqu'au cap Goulvain. Il est l’une des plus grandes forêts sèches préservées de Nouvelle-Calédonie. Le domaine est protégé et la chasse est interdite malgré la forte présence de cerfs qui dévastent de plus en plus la biodiversité du site. On peut trouver aussi des dindons, des notous et des roussettes. Gouaro Deva est formé de plaines de hautes herbes et de grandes collines. La chaîne hôtelière Sheraton prévoit pour 2013, la création d’un pôle d’activités touristiques.
La Néra (Wê Nhéra en langue kanake) est un fleuve côtier de la côte ouest de la Nouvelle-Calédonie. Elle s'écoule sur la commune de Bourail (Province Sud) et se jette dans le lagon néo-calédonien. Le bassin versant de la Néra est composé des principaux affluents suivants qui se rejoignent pour former la Néra qui se jette dans le lagon : la Boghen, la Téné, la Douencheur, la Pouéo. Ces rivières prennent leur source dans la Chaîne centrale, puis la Néra se jette dans le lagon sur la cote ouest de la Grande Terre. La Néra forme un delta autour du quartier de la Roche percée, elle a deux bras appelés rive gauche et rive droite par les habitants locaux. La rive droite est coupée par la route et elle ne rejoint donc pas la mer, c'est la rive gauche qui se jette dans la mer de Corail (océan Pacifique) et plus précisément dans la baie de Gouaro.

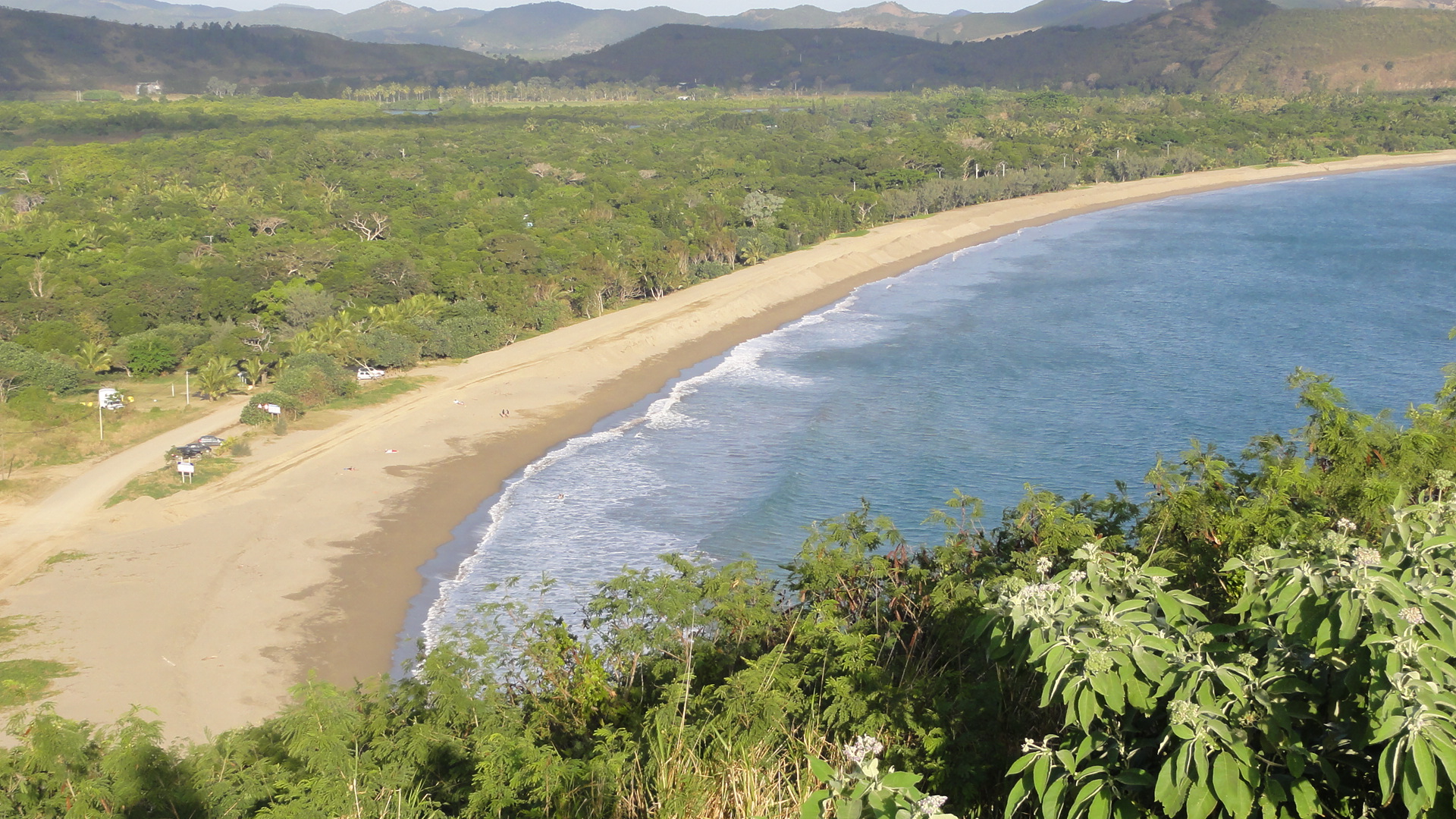
Plage de la Roche Percée

La Roche Percée (Pûûyäxè en langue kanake) est un relief littoral et un quartier détaché de Bourail dans la Province Sud en Nouvelle-Calédonie. Cet endroit est très réputé sur le « Caillou » pour être un des seuls spots de surf en Nouvelle-Calédonie. La Roche Percée se situe sur une presqu'île près de la RP20 (Route Provinciale 20) venant de Bourail. La Roche Percée était une île mais afin de permettre aux habitants de s'installer, une route a été créée pour former une presqu'île et donc pour relier l'île à la terre. La plage est formée par du sable volcanique qui vient du Vanuatu, elle s'étend sur 3 kilomètres de long, du Bonhomme de Bourail jusqu'à l'embouchure de la Néra. Elle est située dans la baie de Gouaro. Le terme « Roche Percée » vient du trou qui était situé dans la falaise à côté du Bonhomme, formé par les eaux qui se sont frayé un passage à travers un mamelon s'avançant dans la mer. La falaise qui était au-dessus du trou s'est écroulée en août 2006.
La plage de Poé ou plus simplement Poé (Pöwé ou Pöè en langue kanake), est un quartier détaché de Bourail, une plage, et l'un des principaux lieux touristiques de Nouvelle-Calédonie. Son lagon est considéré comme le plus beau de la Grande Terre. C'est une plage de 17 km de sable blanc. Malgré la présence d'algues au bord, la variété des poissons et la couleur magnifique du lagon font qu'il est inscrit depuis 2008 au patrimoine mondial de l'UNESCO. Des bateaux à fond de verre peuvent emmener les visiteurs sur le lagon. Les marées sont importantes, parfois tellement le niveau de l'eau est bas, on aperçoit les platiers de coraux. De nombreux coquillages (notamment des bénitiers) sont ramenés sur la plage par la mer.

### Patrimoine culturel

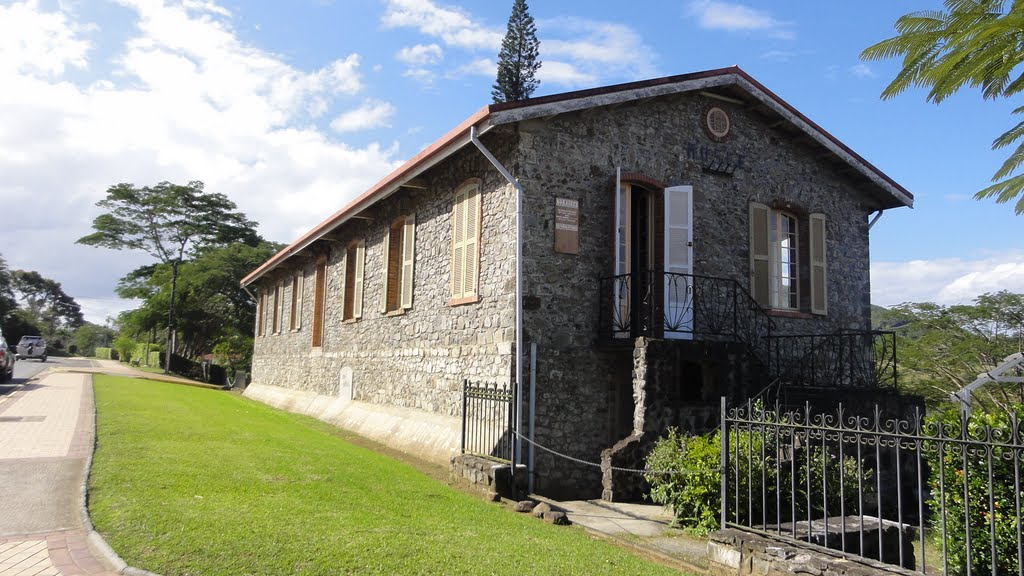
Le musée de Bourail, à l'entrée sud du village

Le Musée de Bourail est un musée retraçant l'histoire du bagne en Nouvelle-Calédonie. On peut y voir notamment l'une des dernières guillotines en parfait état, la dernière exécution sur cette guillotine date de 1940. Différentes vitrines retracent l'histoire de la ville de juin 1867 et la création du petit port de Buraï jusqu'à fin 1944 et la présence néo-zélandaise sur Bourail lors de la Seconde Guerre mondiale. Au rez-de-chaussée se trouve une reconstitution d'une habitation de colon avec une étape sur l'histoire du bâtiment (forge, fromagerie, etc.). On peut aussi découvrir l’histoire de Bourail et de la Nouvelle-Calédonie : des pétroglyphes à l’art kanak en passant par l’établissement agricole pénal, la présence arabe, la présence néo-zélandaise ou encore les comices agricoles.

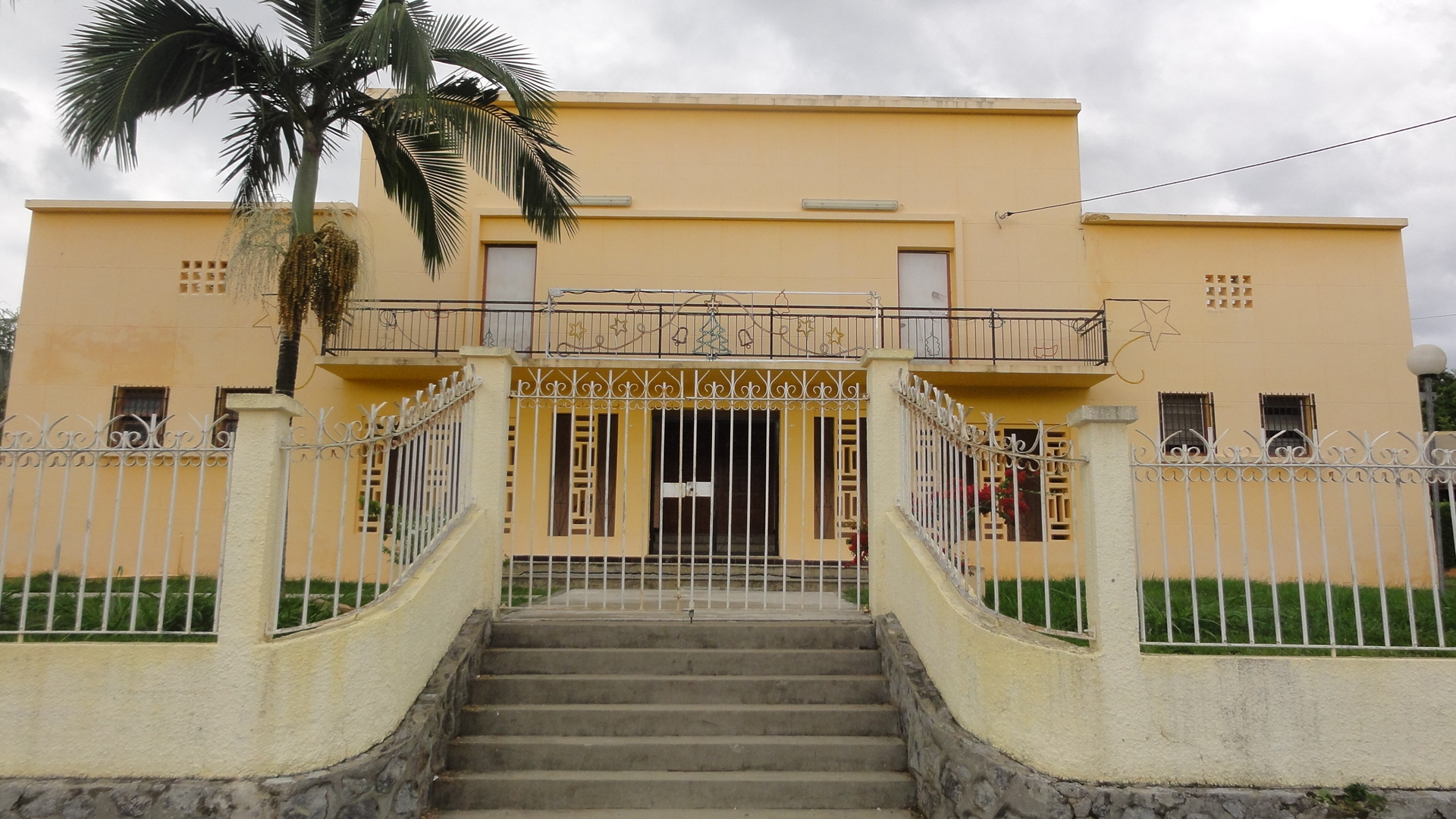
La salle de théâtre du Colisée, à l'entrée nord du village

Créée en 1995, à la suite d’une forte mobilisation du maire et du conseil municipal, l’école municipale de musique de Bourail a pris ses quartiers définitivement dans un bâtiment historique rénové (première poste de Bourail en 1880) dès 2002.
Elle regroupe plus de soixante élèves de tout niveau qui, sous l’enseignement des professeurs du conservatoire de Nouvelle-Calédonie s’initient et se forment à la culture musicale. Piano, guitare, batterie, solfège, et musique traditionnelle. Les cours sont dispensés individuellement ou en effectifs restreints de deux ou trois élèves suivant le choix et la disponibilité.
L’école ouvre ses portes aux spectacles de musique, soit en extérieur dans les jardins, ou dans la salle d’audition pour des mini-concerts « les music zoom ». Les passionnés de musique fréquentent toujours plus nombreux ce lieu chargé d’histoire. En effet, cet édifice fut construit par les condamnés du temps de la pénitentiaire.
La ville possède plusieurs autres endroits culturels :
- Bibliothèque[48]
- Cinéma[49]
- Colisée (salle de théâtre)[50]

### Tribus
En 1850, les tribus kanakes installées dans la région de Bourail sont nombreuses et dispersées de Table Unio à la Daoui. Les Kanaks vivent agglomérés par villages – dites tribus plus ou moins importantes. Deux groupes socio-linguistiques vivent dans le bassin – les Oröwe (ceux de la montagne) et les Nekou (ceux du bord de mer), deux termes qui désignent également les langues qu'ils parlent (la deuxième étant nettement moins répandue aujourd'hui dans la région de Bourail). Non loin du confluent de la Courie, un endroit sert de marché d'échange entre Mélanésiens du bord de mer et ceux de la montagne. Ce marché s'appelle « piré ». C'est un lieu tabou. Il en existe un autre au lieu-dit Néméara, non loin de la chapelle. La vie est rythmée par les guerres, les coutumes, les plantations, la pêche, la chasse, les fêtes, les échanges, les mariages.
La région de Bourail est riche d’endroits tabous (lieux de grande importance coutumière ou sociale dans la culture kanak) comme Gouaro Deva, les grottes de la région de Boghen, Néméara, la baie des Tortues, la Roche percée et le Bonhomme. Il existe de nombreux contes et légendes racontés par les anciens. On dit qu’au pied du Bonhomme existe un tourbillon appelé la Marmite. Les esprits des morts s’y jettent pour rejoindre le village des morts situé sous l’eau. Le Bonhomme serait le chef de cette tribu habitée par les esprits des anciens.

#### District de Ny
- Azareu (au nord en montagne, tribu catholique parlant le boewi, ou oröwe, ainsi que l’arhâ de la région de Poya, 162 résidents recensés en 1996[51]) ;
- Bouirou  (au nord en montagne, tribu à la fois catholique et protestante libre parlant le boewi, ou oröwe, ainsi que l’arhâ de la région de Poya, 316 résidents recensés en 1996[52]) ;
- Gouaro (au sud sur le littoral, tribu catholique parlant le boewi, ou oröwe, ainsi que l’arhâ de la région de Poya, 43 résidents recensés en 1996[53]) ;
- Ny (au nord en montagne, tribu catholique parlant le boewi, ou oröwe, ainsi que l’arhâ de la région de Poya, 178 résidents recensés en 1996[54]) ;
- Oua-Oué (au sud sur le littoral, tribu catholique parlant le boewi, ou oröwe, ainsi que l’arhâ de la région de Poya, 26 résidents recensés en 1996[55]) ;
- Pothé (au nord en montagne, tribu catholique, protestante et protestante libre parlant le boewi, ou oröwe, ainsi que l’arhâ de la région de Poya, 227 résidents recensés en 1996[56])[57].

Ces tribus dépendent de l’aire coutumière Ajië-Aro.
La tribu Oua-Oué organise des randonnées guidées, la visite de grottes.
La tribu Pothé ouvre le Jardin Extraordinaire, le Paradis d'Amédée, propose la baignade en rivière, et le bougna traditionnel.
La tribu Borégahou propose des randonnées su les terres du clan Djoumouen, avec récit historique.
La tribu de Ny organise des visites de la tribu, randonnées des trois cascades (avec pétroglyphes).
La tribu de Bouirou propose sentier pédestre, pour mieux connaître vanilleraie et plantes médicinales.
Une tribu est indépendante des districts coutumiers : Borégahou.

### Personnalités liées à la commune
- Antoni Berezowski (1847-1916), qui en 1867 a commis une tentative d'assassinat à Paris sur l'empereur russe Alexandre II a vécu en exil à Bourail de 1886 à sa mort en 1916[58],[59],[60].
- Louis Léopold Djiet (1905-1986), homme politique kanak de Bourail.
- André Gallas (1915-1956), résistant français, Compagnon de la Libération, né à Bourail.
- Jean-Pierre Aïfa (né en 1938), homme politique d'origine algérienne, maire de Bourail de 1977 à 2001 et depuis 2008, ancien président de l'Assemblée territoriale de Nouvelle-Calédonie, surnommé le « Calife de Bourail ».
- Jenna Cinedrawa (née en 1991), jeune surfeuse bouraillaise, médaillée d'or aux Jeux du Pacifique de 2011 et de bronze aux Jeux du Pacifique Sud de 2007.

### Héraldique
|  | Le blason de la commune se décrit ainsi : Description : Les deux chambranles représentent la population kanake. Le croissant de lune représente la population arabe. La croix bleue représente le cimetière néo-zélandais. L'oiseau à pattes jaunes représente le merle des Moluques. La tête de bétail et la gerbe de blé représentent la communauté agricole. |

### Devise et surnom
Le slogan de Bourail utilisé pour le tourisme est : « Bourail, Terre d'émotions ».
Les Bouraillais abrègent souvent le nom de leur commune en écrivant « BRL ».[réf. nécessaire]
Plusieurs surnoms existent : « La Capitale de la Brousse » ou encore « Le Far-West Calédonien ».

## Repères axe routier nord: RPN1 Poya-Bourail
- commune de Poya
  - bourg de Poya,
  - vallée de Boana Charda, Ouendji, Dent de Poya (1 051 m), Montagne Maoya (1 508 m),
  - vers la pointe de Kuil, Beaupré, îlot Contrariété, élevage, aquaculture,
  - Moindah,
  - vallée,
  - col du Bonhomme,
- commune de Bourail
  - col des Citrons,
  - No Bo, No Go, Gîte du Cap,
  - ponts du Cap, du Carré, de la Baroua, de la Daoui, Réserve de faune et de flore de Nodéla,
  - déchetterie,
  - Gouaro Deva ou domaine de Déva, vallée Tabou, vallée des Cannes, Baie des Tortues,
  - Nandaï (Rhawa),
  - transversale RT3, Néméara, Pothé (Pötê), Azareu (Ayère), Ny (Nii), Bouriou (Bwiru), col des Roussettes, vers Houaïlou,
  - Nékou (Néku), Trois Frères (Koumwa, 434 m),
  - vallée de la Pouéo, RM6 : Pouéo, Bouirou (Bwiru), Bouindi Assala,
  - centre-ville
  - RM 35 : Le Sémaphore (Menyé), RM8 La Tarodière, Mouarapou, RM33 : Hippodrome de Téné, Casi Cayou, Me Reubwé (Mè Rè Ubwé),
  - RP20 : Gouaro (Gwaro), Le Gabé, Néwatuu, Pöméa, Mé Pouémè, phare, Oua Koué, route des Nordistes, Forêt Plate, Néra,
  - RM20 : La Roche Percée (Pû Yaxè), baie de Gouaro, plateau Vidoine,
  - RP20 : plage de Poé, île Kouenra, îlots : Méjéno, Korragan, Méecie, Kia, Shark,
  - RP20 : routes des Poteaux, marais, Domaine de Déva,
  - pont,
  - trou aux 6 Perruches,
  - RM 21 et 22 : Nessadiou, Mé Saï, baie de Nessadiou (Nérhëë), pointe Bellenguez, île Verte (Mérere) (réserve marine),
  - RM 9, 17 et 19 : Oua-Oué (Wawé), route historique Moméa-Boghen (Bogën), col,
  - RM 41 : Nessadiou, cimetière Néo-Zélandais, Mosquée et cimetière des Arabes, vallée des Pastèques, vallée de la Source,
  - Col des Arabes (Réuda), ferme aquacole, creek des Cascades, col Aymes, mont des Trois Ravines,

## Philatélie
Le musée de Bourail figure sur un timbre de l'OPT de 120 francs pacifiques, daté de 1988 et dessiné par Mike Hosken.
Un autre timbre, de 2012, représente une photographie du Bonhomme de Bourail, signée Pierre Alain Pantz.